# 小野友樹
小野 友樹（おの ゆうき、1984年6月22日 - ）は、日本の男性声優、歌手。フリー。静岡県静岡市出身。

## 来歴
静岡県立静岡高等学校を経て、早稲田大学スポーツ科学部卒業。

### 生い立ち
小学3年の時、Jリーグを観てサッカー選手を目指す。だが高校3年の秋、球技大会の練習中に足をひねって剥離骨折になり、サッカー選手になることを断念する。高校2年の時、強豪校との試合中にプロサッカーチームのスカウトに声をかけられたことがある。
大学入学後、サッカーに代わる打ち込めるものとして、ラジオパーソナリティに興味を持ち、アナウンス研究会に入る。父にアナウンス研究会に所属したことを報告していたところ、「ああ、やっぱりか」のようなことを言われた。その時にサークルの先輩でテレビ局に入所した人物に誘われたこともあったが、既に心は芝居に向いていたため、アナウンサーという進路は考えていなかったという。2003年秋、友人に録画を頼まれていた『君が望む永遠』を観て作品世界に魅了され、主人公を演じる谷山紀章の歌を聴いて憧れる。また同アニメのイベントの喫煙所で、偶然谷山を見つけて話し「この人と同じ仕事に就きたい！」と思い、声優を目指す。
2004年秋、東京俳優生活協同組合の養成所に1年通うが、契約は結べず。2005年秋、アトミックモンキーの一般公募オーディションに応募し、合格。

### キャリア
2006年4月、アトミックモンキーへ所属し、養成所の1期生として通いテレビアニメ『ケロロ軍曹』宇宙人役で声優デビュー。早稲田大学と同時に養成所を卒業。
初めてオーディションに受かった名前のある役は、2007年の『Saint October』のヨシュア役である。
2011年8月、江口拓也と自主企画チーム「Teamゆーたく」を結成。
2013年、第7回声優アワードにて、助演男優賞を受賞。
2013年4月24日、「Teamゆーたく」の活動は継続しながら、並行して「ゆーたくII」として新たにメジャーデビュー。
2015年6月22日、LantisよりソロCDデビュー。
2016年4月、『おはスタ』のMCを花江夏樹と共に曜日ごとで務め、1年半務め2017年9月卒業。
2017年10月、アトミックモンキーを退所してフリーに転向。同時に7年前に一般女性と結婚していたことを発表した。2020年8月28日にはブログで第一子となる男児誕生を報告した。

### 現在まで
2019年5月、自身のYouTubeチャンネル「おのゆーちゅーぶ」を開設。2021年からは3Dアバターを用いての配信も行っている。

## 人物
コールセンターと家庭教師のアルバイト経験があり、家庭教師では全教科に加えサッカーも時折教えていた。
小野友樹主宰のボイスパフォーマンス集団「おしゃ缶」を結成していた。
一人っ子である。

### 特色
自分で得意だな、と思う役どころは2013年時点では探しており、オーディションで「お、小野にこの役いいじゃん」と言ってくれて、「この人はこの小野がいい」、「あの人はあっちの小野がいい」と思ってくれるのがいいと語る。「人によって違っていいのかな」と色々な場面で出演させてくれたら、ありがたいという。自分が好きなタイプのキャラクターは『Saint October』のヨシュア役、『遊☆戯☆王5D's』の鬼柳京介役、『君と僕。』の塚原要役といった「真っ直ぐバカ」と語っている。

### 出演作について
『Saint October』のヨシュア役については大学時代に色々な養成所に体験入学していた時に、在校生が手本を見せる授業で演じていた同じ歳の人物がすごくアフレコが上手く、それに驚き、終えた後に「おまえすごいな！」と話しかけに行っていた。
そこで意気投合してメールアドレスを交換し、何度か会ったりしていた。その後、『Saint October』のヨシュア役の最終オーディションに、その人物がおり、その時に「はい」と思っていたところ、縁があり、前述のとおり、ヨシュア役に抜擢された。
その人物には「悪いな」と思いつつ、当時「こいつには敵わない」と思ってた人物といきなり戦うことになった声優の世界は、「すごいところだな」と実感していたという。
同じくオーディションで決まった『遊☆戯☆王5D's』で鬼柳京介役を演じていたが、『Saint October』と同じ音響監督の作品のため、そういう縁もあったという。
鬼柳京介役については当時のキャリアでは難しかったという。『遊☆戯☆王5D's』の本編中には、2か月間、「鬼柳編」があり、小野にとって鬼柳との出会いは、デカかったという。	
『君に届け』の荒井一市役を演じていたが、オーディションも合格したのが奇跡的だった。その時は浪川大輔、中村悠一、能登麻美子、沢城みゆき、三瓶由布子、平野綾とそういった人物たちとの出会いを通じて、色々意識が変わったという。
一番大きかったのは、浪川との出会いで、浪川のことで思い始めてから、何かが変わったという。『君に届け』に出演させてくれて、大事なことに気づかなかったら、声優人生は変わっていたかもしれないと語る。
その後、出演作が増えて、名前のある役も多く、子供向け、男性向けから女性向けまでジャンルも幅広くなったという。
『君と僕。』の塚原要役を演じていた時は、芝居だけではなく、初めてキャラクターソングを歌うなど今までなかった仕事をしており、ターニングポイントになったという。

### 趣味・嗜好
お菓子などの甘いものが好きで、ブログやツイッターでは頻繁にそれらを掲載している。ゆるキャラ好きでもあり、全国のゆるキャラが集まる「ゆるキャラサミット」に赴く。
趣味は卓球、ゴルフ。特技はサッカー、ハイパーヨーヨー。サッカーは全国大会出場経験があり、ハイパーヨーヨーはプロライセンスを保有している。テレビアニメ『Saint October』では、打ち入りでヨーヨーを披露したことがきっかけで、演じるキャラクターであるヨシュアの武器にヨーヨーが採用された。またトレーディングカードゲームの遊☆戯☆王では、アニメで自身が演じるキャラクターの鬼柳京介が使用していたデッキを用いて、大会で優勝している。
座右の銘は「人事を尽くして天命を待つ」。

### 交友・対人関係
女優の原田夏希は高校の同級生。
仲の良い声優は江口拓也、岡本信彦、柿原徹也、内山昂輝、小野賢章など。
お笑いタレントのビビる大木と顔が似ているといわれており、2019年2月26日のAbemaTV『声優と夜あそび』で初対面を果たした。
東映プロデューサーの望月卓は、『宇宙戦隊キュウレンジャー』で小野を起用した理由について、近年小野が演じていたキャラクターが本人のキャラクターと違いすぎるからと述べている。『キュウレンジャー』のアフレコは基本的に一人で行っていたため、共演していた声優からは本当に小野が演じているのか疑われたこともあったという。出演俳優らと会う機会もほとんどなかったが、同作品に出演していた南圭介とは収録後に偶然ジムで遭遇したことがあった。
漫画『食戟のソーマ』原作者の附田祐斗とは、お互いが売れる前から友達で、「いつか俺の作品がアニメ化したら出てくれ」という話もしていた。そのため、食戟のソーマのVOMICは小野が主人公・幸平創真を演じていたが、「ソーマのキャラクターに小野の声は合ってないのでは」という声もあり、附田もオーディションで松岡禎丞の声を聞いた時にピッタリだと感じて松岡がソーマ役になった経緯がある。小野はその後同作品でイサミ・アルディーニ役を勝ち取っている。

### 親族
父親の小野孝二はNHKのアナウンサーをしており、転勤が多かった。3年おきに北海道から名古屋、名古屋から富山...と全国各地行っていた。プロサッカー選手の三浦知良とは遠戚関係。

## 出演
太字はメインキャラクター。

### テレビアニメ
2006年
- ケロロ軍曹（宇宙人）
- 西の善き魔女 Astraea Testament（兵士A）
- 夢使い（駅員）
- 涼宮ハルヒの憂鬱（コンピュータ研部員D）

2007年
- 銀魂（2007年 - 2016年、徳川茂茂、店長） - 3シリーズ
- 恋する天使アンジェリーク 〜かがやきの明日〜（研究員2、隊員）
- Saint October（ヨシュア）
- セイント・ビースト〜光陰叙事詩天使譚〜（魔物A、天使（1））
- 地球へ…（Dr.ノルディー、男子生徒）
- D.C.II 〜ダ・カーポII〜（生徒、スターター）
- Myself ; Yourself（生徒会会長、男子生徒、アニメレッド）
- ムシウタ（生徒達）

2008年
- イタズラなKiss（渡辺、スタート係、店員、教師、男子学生A、弟子C、男子学生）
- かんなぎ（男子生徒）
- 地獄少女 三鼎（同僚）
- 遊☆戯☆王5D's（鬼柳京介）

2009年
- 君に届け（2009年 - 2011年、荒井一市） - 2シリーズ

2010年
- SDガンダム三国伝 Brave Battle Warriors（趙雲ガンダム、袁紹軍兵士、伝令）
- 会長はメイド様!（芳野詠太、しょぅ〈二階堂匠生〉、客B、直江、参加者D、参加者B、エリカ命男）
- 海月姫（稲荷の部下）
- スーパーロボット大戦OG -ジ・インスペクター-（DC残党員、オペレーター、研究者B、ジオンパイロットB 他）
- それいけ!アンパンマン（くまのおじさん）
- それでも町は廻っている（嵐山歩、刈部正衛、男子、ギターの生徒、白宇宙人）
- バカとテストと召喚獣（2010年 - 2011年、夏川俊平、担任） - 2シリーズ
- バトルスピリッツ ブレイヴ（部下）
- FAIRY TAIL（2010年 - 2016年、ジェイソン） - 2シリーズ

2011年
- イナズマイレブンGO（2011年 - 2013年、貴志部大河） - 2シリーズ
- 君と僕。（2011年 - 2012年、塚原要） - 2シリーズ
- STEINS;GATE（ヴァイラルアタッカーズ）
- 世界一初恋（来賓）
- ダンタリアンの書架（兵士）
- デュエル・マスターズ クロスショック（クリーチャーC、クリーチャーF）
- DOG DAYS（2011年 - 2015年、エミリオ・アラシード、敵戦士A、騎士B、兵士、ジャン・カゾーニ） - 3シリーズ
- ぬらりひょんの孫 千年魔京（京妖怪、役人、男子、陰陽師）
- HIGH SCORE（藤原麗二、大門先生、斧男）
- HUNTER×HUNTER（船員A）
- BLOOD-C（住民）
- 変ゼミ（女装A氏）
- ほんとにあった!霊媒先生（鰐淵、ねこB、魚屋、犯人A、露美男）

2012年
- アドリブアニメ研究所（蹴斗、ヒロキ）
- 妖狐×僕SS（男子1）
- 機動戦士ガンダムAGE（ジョナサン・ギスターブ、デモン・ラージ、オペレーター、連邦軍兵士）
- 黒子のバスケ（2012年 - 2015年、火神大我） - 3シリーズ / 2016年に『ウインターカップ総集編』（3部作）劇場上映
- ココロコネクト（渡瀬伸吾）
- SKET DANCE（三郷）
- ZETMAN（ファイヤーエボル、ひったくりの男、セルデリート音声）
- TARI TARI（浜田徹）
- 男子高校生の日常（唐沢としゆき）
- トータル・イクリプス（帝国軍衛士A、同僚）
- となりの怪物くん（トミオ、名古屋）
- バトルスピリッツ ソードアイズ（2012年 - 2013年、ソラ・リュウヨウ）
- 氷菓（アカペラ部員）
- 貧乏神が!（水江浦島子）
- ポヨポヨ観察日記
- めだかボックス（人吉善吉） - 2シリーズ

2013年
- アラタカンガタリ〜革神語〜（カンナギ）
- 革命機ヴァルヴレイヴ（犬塚キューマ） - 2シリーズ
- 義風堂々!! 兼続と慶次（花田歌馬）
- ぎんぎつね（絹川泰介）
- 銀の匙 Silver Spoon（2013年 - 2014年、稲田真一郎） - 2シリーズ
- さくら荘のペットな彼女（先輩B、教師B）
- 翠星のガルガンティア（クーゲル）
- ストライク・ザ・ブラッド（2013年 - 2014年、ディミトリエ・ヴァトラー）
- ダイヤのA（2013年 - 2019年、伊佐敷純） - 3シリーズ
- D.C.III 〜ダ・カーポIII〜（芳乃清隆）
- ちはやふる シリーズ（2013年 - 2019年、江室凌雅） - 2シリーズ
- 波打際のむろみさん（魚竜）
- DEVIL SURVIVOR2 the ANIMATION（ベルセルク）
- はたらく魔王さま！（2013年 - 2023年、芦屋四郎〈悪魔大元帥アルシエル〉） - 3シリーズ
- ビーストサーガ（お頭）
- 魔界王子 devils and realist（マイクロフト・スワロー）
- 機巧少女は傷つかない（マグナス / 赤羽天全）
- 夜桜四重奏 〜ハナノウタ〜（篠塚英二）

2014年
- 月刊少女野崎くん（堀政行）
- ノラガミ（浦澤）
- ハマトラ（モラル） - 2シリーズ
- 龍ヶ嬢七々々の埋蔵金（八真重護）

2015年
- アルスラーン戦記（2015年 - 2016年、ザラーヴァント） - 2シリーズ
- 境界のRINNE（お化け屋敷の霊）
- 純潔のマリア（ガルファ）
- 食戟のソーマ（2015年 - 2020年、イサミ・アルディーニ） - 6シリーズ
- デュラララ!!×2（2015年 - 2016年、六条千景） - 3シリーズ
- 山田くんと7人の魔女（品川大地、亀田満）
- ローリング☆ガールズ（リック）

2016年
- OZMAFIA!!（ハーメルン）
- この男子、魔法がお仕事です。（神島千晴）
- SERVAMP-サーヴァンプ-（千駄ヶ谷鉄）
- ジョジョの奇妙な冒険 ダイヤモンドは砕けない（東方仗助）
- 双星の陰陽師（神威）
- チア男子!!（徳川翔）
- テラフォーマーズ リベンジ（爆致嵐）
- バッテリー（門脇秀吾）
- プリンス・オブ・ストライド オルタナティブ（黛遊馬）
- マジきゅんっ!ルネッサンス（帯刀凛太郎）
- 私がモテてどうすんだ（五十嵐祐輔）

2017年
- 昭和元禄落語心中 -助六再び篇-（信之助〈青年期〉）
- GRANBLUE FANTASY The Animation（2017年 - 2019年、グラン） - 2シリーズ
- 魔法陣グルグル（タテジワネズミ）
- 潔癖男子!青山くん（堀川）
- カードファイト!! ヴァンガードG（2017年 - 2018年、ガスティール） - 2シリーズ
- TSUKIPRO THE ANIMATION（2017年 - 2021年、在原守人、守人） - 2シリーズ

2018年
- キリングバイツ（谷優牛〈レオ〉）
- 続 刀剣乱舞-花丸-（大包平）
- 銀河英雄伝説 Die Neue These 邂逅（ジャン・ロベール・ラップ）
- 斉木楠雄のΨ難（菅原）
- ピアノの森（ベン）
- ラストピリオド -終わりなき螺旋の物語-（ゼクス、大神晃牙）
- ハイスクールD×D HERO（帝釈天）
- アンゴルモア 元寇合戦記（朽井迅三郎）
- ゆらぎ荘の幽奈さん（冬空コガラシ）
- Phantom in the Twilight（クリス・ボーエン）
- 千銃士（アリ・パシャ）
- 抱かれたい男1位に脅されています。（東谷准太）
- 寄宿学校のジュリエット（犬塚露壬雄）
- CONCEPTION（弓削イツキ）

2019年
- ポプテピピック TVスペシャル 白虎ver.（ポプ子〈第13話Bパート〉）
- あはれ!名作くん（はく公、職員）
- あんさんぶるスターズ!（大神晃牙）
- アニ×パラ〜あなたのヒーローは誰ですか〜（川本翔大）
- ACTORS -Songs Connection-（円城寺三毛）
- BEASTARS（2019年 - 2021年、ルイ） - 2シリーズ
- アサシンズプライド（クーファ＝ヴァンピール）
- 慎重勇者〜この勇者が俺TUEEEくせに慎重すぎる〜（魔人化した戦帝）

2020年
- 映像研には手を出すな!（ロボット研究部 小野）
- pet（悟）
- 妖怪学園Y 〜Nとの遭遇〜（2020年 - 2021年、バケーラ、剣豪紅丸、阿波戸タツヒト、モヒモヒブラザーズ、イタリアン、アースマン）
- SHOW BY ROCK!! ましゅまいれっしゅ!!（2020年 - 2021年、ジョウ） - 2シリーズ
- ソマリと森の神様（ハイトラ）
- けだまのゴンじろー（毛田ゴウ）
- イエスタデイをうたって（湊航一）
- カードファイト!! ヴァンガード外伝 イフ-if-（日比野アルテ）
- アラド:逆転の輪（オウ・テンサイ）
- 巨人族の花嫁（カイウス・ラオ・ビステイル）
- 文豪とアルケミスト 〜審判ノ歯車〜（檀一雄）
- 恋とプロデューサー〜EVOL×LOVE〜（ハク）
- 禍つヴァールハイト -ZUERST-（レオカディオ・ヴェーラー）
- 池袋ウエストゲートパーク（リン・ガオタイ）
- 炎炎ノ消防隊 シリーズ（2020年 - 2026年、滝義尾瀬） - 3シリーズ
- ぐらぶるっ!（ランスロット）
- 憂国のモリアーティ（2020年 - 2021年、ジョン・H・ワトソン、売れない役者、娼婦、老人） - 2シリーズ

2021年
- スケートリーディング☆スターズ（氷室泰冴）
- 裏世界ピクニック（グレッグ曹長）
- アイ★チュウ（竜胆椿）
- アニ×パラ〜あなたのヒーローは誰ですか〜（川本翔大）
- カードファイト!! ヴァンガード overDress（2021年 - 2025年、桃山ダンジ） - 6シリーズ
- 死神坊ちゃんと黒メイド（2021年 - 2024年、フィリップ） - 2シリーズ
- 境界戦機（2021年 - 2022年、ブラッド・ワット） - 2シリーズ
- テスラノート（ボゼ）
- Deep Insanity THE LOST CHILD（ブレイク・ロン）
- 魔法科高校の劣等生 追憶編（ベン、南風原）

2022年
- 佐々木と宮野（小笠原次郎）
- リーマンズクラブ（荻野目大樹）
- じゃんたま PONG☆（ワン次郎）
- シュート!Goal to the Future（風馬成）
- アオアシ（武藤千秋）
- 咲う アルスノトリア すんっ!（エルバート・ノックス）
- 邪神ちゃんドロップキックX（悪者②）
- 悪役令嬢なのでラスボスを飼ってみました（ベルゼビュート）
- ブルーロック（2022年 - 2023年、國神錬介）
- BLEACH 千年血戦篇（2022年 - 2024年、バズビー） - 3シリーズ

2023年
- The Legend of Heroes 閃の軌跡 Northern War（タリオン・ドレイク）
- ノケモノたちの夜（ルーサー）
- Fate/strange Fake（2023年 - 2025年、セイバー） - 2シリーズ
- 百姓貴族（荒川家長男、火星人〈オス〉）
- ラグナクリムゾン（サイクス）
- キャプテン翼シーズン2 ジュニアユース編（2023年 - 2024年、ルイ・ナポレオン）

2024年
- 百千さん家のあやかし王子（伊勢）
- マッシュル-MASHLE- 神覚者候補選抜試験編（オーター・マドル）
- 戦隊大失格（2024年 - 2025年、獅音海） - 2シリーズ
- かつて魔法少女と悪は敵対していた。（ミラ）
- アオのハコ（2024年 - 2025年、兵藤将太）

2025年
- サラリーマンが異世界に行ったら四天王になった話（ウチムラデンノスケ）
- クレバテス-魔獣の王と赤子と屍の勇者-（ミルロ）
- 追放者食堂へようこそ!（ヒース）
- 夢中さ、きみに。（目高優一）
- 太陽よりも眩しい星（神城光輝）
- 桃源暗鬼（桃角桜介）

### 劇場アニメ
2010年代
- 劇場版 BLOOD-C The Last Dark（2012年、ヘリパイロット）
- ドラゴンフォース（2013年、ファイヤードラゴン・焔）
- 龍 -RYO-（2013年、中村半次郎）
- 劇場版 黒子のバスケ LAST GAME（2017年、火神大我）
- 劇場版 SERVAMP-サーヴァンプ- -Alice in the Garden-（2018年、千駄ヶ谷鉄）
- バースデー・ワンダーランド（2019年、芸術家風若い男）
- 映画 妖怪学園Y 猫はHEROになれるか（2019年、化け猫バケーラ、剣豪紅丸）

2020年代
- 囀る鳥は羽ばたかない The clouds gather（2020年、久我瑛心）
- 映画 さよなら私のクラマー ファーストタッチ（2021年、保）
- 劇場版 抱かれたい男1位に脅されています。〜スペイン編〜（2021年、東谷准太）
- 映画 佐々木と宮野ー卒業編ー（2023年、小笠原次郎）
- 劇場版 Collar×Malice -deep cover-（2023年、冴木弓弦） - 前後編
- BLOODY ESCAPE -地獄の逃走劇-（2024年、キサラギ）
- 劇場版ブルーロック -EPISODE 凪-（2024年、國神錬介）
- 僕のヒーローアカデミア THE MOVIE ユアネクスト（2024年、カミル・ゴリーニ）
- 不思議の国でアリスと -Dive in Wonderland-（2025年、ヤマネ）

### OVA
2009年
- 模型戦士ガンプラビルダーズ ビギニングG（バトラー）

2011年
- かってに改蔵（「叫ぶしびんの会」会員A、男子C）
- コイ☆セント（部下達）
- 世紀末オカルト学院（「さよならツッチー」専門家B） - BD / DVD 第5巻収録
- バカとテストと召喚獣 〜祭〜（夏川俊平）
- 薄桜鬼 雪華録（隊士、幕府役人）
- マジンカイザーSKL（隊員、キバ兵） - 2010年劇場先行公開

2013年
- アークIX（紫堂縁）
- コードギアス 亡国のアキト（2013年 - 2016年、フランツ・ヴァッロ）
- 翠星のガルガンティア（クーゲル） - Blu-ray BOX 3収録OVA
- となりの怪物くん（トミオ） - コミックス第12巻DVD付き特装版

2014年
- Hybrid Child（黒田）
- ダイヤのA（伊佐敷純）
- 山田くんと7人の魔女（亀田満、品川大地） - コミックス第15巻DVD付き限定版

2015年
- ストライク・ザ・ブラッド（2015年 - 2022年、ディミトリエ・ヴァトラー） - 4シリーズ

2018年
- ゆらぎ荘の幽奈さん（2018年 - 2020年、冬空コガラシ） - コミックス第11・12・13・24巻アニメBD同梱完全受注限定版
- ヤリチン☆ビッチ部（田村唯） - コミックス第3巻DVD付き限定版

2022年
- 佐々木と宮野（小笠原次郎） - コミックス第9巻アニメDVD付特装版

2024年
- コードギアス 奪還のロゼ（グラン・カークウェイン）

### Webアニメ
2000年代
- 涼宮ハルヒちゃんの憂鬱（2009年、コンピ研部員D）

2010年代
- Starry☆Sky（2010年、柑子修吾）
- 今日のあすかショー（2012年、サラリーマン、青年、高校生、メガネ、おやじ、不審者、先生、アイス屋、小林）
- 地獄ようちえん（2013年、キイチくん）
- 神羅万象〜天地神明の章〜（2014年、マキシウス）
- ちちぶでぶちち（2018年、知知夫勝）
- 異世界居酒屋〜古都アイテーリアの居酒屋のぶ〜（2018年、イグナーツ）
- メギド72 The short animation 長き戦旅の傍らで（2019年、ソロモン）

2020年代
- パワフルプロ野球 パワフル高校編（2021年、木場嵐士）
- ガンダムブレイカー バトローグ（2021年、アイゼン・トウマ）
- はたらく魔王さま!! ちいちゃい!魔王さま!!（2022年 - 2023年、芦屋四郎）
- ブルーロック あでぃしょなる・たいむ!（2022年、國神錬介）
- じゃんたま カン!!（2024年、ワン次郎、次回ナレーション、ヤクザ達）
- 君に届け 3RD SEASON（2024年、荒井一市）
- BEASTARS FINAL SEASON（2024年、ルイ）

### ゲーム
2007年
- マブラヴ ALTERED FABLE「マブラヴ オルタネイティヴ トータル・イクリプス ビジュアルノベル」（パイロット）
- 涼宮ハルヒの約束（コンピュータ研部員D）

2008年
- スカイ・クロラ イノセン・テイセス（チュートリアル音声）

2009年
- 赤い糸 destiny DS（智輝）
- サンデーVSマガジン 集結!頂上大決戦
- 遊☆戯☆王 タッグフォース4 - 6（2009年 - 2011年、鬼柳京介） - 3作品

2010年
- 幕末恋愛革命（高杉晋作）
- 絶対迷宮グリム 〜七つの鍵と楽園の乙女〜（ヤギオ）
- SDガンダム三国伝 BraveBattleWarriors 真三璃紗大戦（趙雲ガンダム、孔明リ・ガズィ、司馬懿サザビー、袁術ズサ、陳宮メリクリウス）

2011年
- 学園特救ホトケンサー（黒崎依琉 / カルラ）
- グランナイツヒストリー
- Starry☆Sky 〜in Autumn〜（柑子修吾）
- MISS PRINCESS ミスプリ!（九龍院要）
- イナズマイレブンGO（2011年 - 2013年、貴志部大河） - 3作品

2012年
- ひとふた奇譚（坎宮トア）
- CONCEPTION 俺の子供を産んでくれ!（弓削イツキ）
- 恋フリ！ 〜聖アイヴィ学園〜 Vol.2（高槻慎太郎）
- 黒子のバスケシリーズ（2012年 - 2016年、火神大我） - 4作品
- 機動戦士ガンダムAGE ユニバースアクセル / コズミックドライブ（ジョナサン・ギスターブ） - 2作品
- 恋戦隊 LOVE&PEACE（ゼータ）
- ココロコネクト ヨチランダム（渡瀬伸吾）
- 喋る！海賊ファンタジア（常勝提督アルベルト）
- イナズマイレブンGO ストライカーズ 2013（貴志部大河）
- 機動戦士ガンダム オンライン（男性パイロット1）

2013年
- アルカナ・ファミリア2（セラフィーノ）
- 英国探偵ミステリア（ポーロック）
- エクステトラ（ジン）
- 銀魂のすごろく（徳川茂茂）
- 月英学園 -kou-
- 剣が君（九十九丸）
- サモンナイト5（カリス）
- 真・三國無双7（文鴦）
- 真・三國無双7 猛将伝（文鴦）
- Starry☆Sky 〜After Autumn〜 Portable（柑子修吾）
- STORM LOVER 2nd（陸・フェルナンド・ハビエル）
- SNOW BOUND LAND（アージェ）
- 青春はじめました!（山王堂王子）
- 戦場のウエディング（英雄王ウィリアム）
- デーモントライヴ（ヤマトタケル）
- トイ・ウォーズ（ヤマトスペシャルボイスA）
- 濃厚カレシ〜秘密のスーパーアイドル〜（宮瀬隼也）
- 百年戦記 ユーロ・ヒストリア（リュカ 他）
- フェアリーフェンサー エフ（ソウジ）
- Princess Arthur（ランスロット）
- ボーイフレンド（仮）（新海凛十）
- 嫁コレ（芦屋四郎〈悪魔大元帥アルシエル〉）
- ロミオVSジュリエット（ウィリアム＝シェイクスピア）

2014年
- あかやあかしやあやかしの（眞白）
- 神様のカレイドスコープ（明智光秀）
- 5人の恋プリンス〜ヒミツの契約結婚〜（五十嵐将）
- グランブルーファンタジー（2014年 - 2025年、グラン〈男主人公〉 / 菊田蒼人、ランスロット、サジタリウス / ゼノ・サジタリウス、主人公〈マグロウ〉、キングシャーモン / シャモリック、グラシくん、ガラント） - 4作品
- コアマスターズ（アル）
- 里見八犬伝 八珠之記 / 浜路姫之記（犬村大角）
- 忍び、恋うつつ（由利鎌清）
- スーパーヒーロージェネレーション（ウルトラマンベリアル / ベリュドラ）
- 戦場の円舞曲（エリアス）
- 潜入ゲーム 1st Story（サキチ）
- -8（宇多野准）
- ロミオ&ジュリエット（ウィリアム＝シェイクスピア）

2015年
- アイ★チュウ（竜胆椿）
- アイドルマスター SideM（ランスロット）
- アルスラーン戦記×無双（ザラーヴァント）
- あんさんぶるスターズ!（2015年 - 2020年、大神晃牙、ゼクス）
- E:RObotts（ヴェルミリオ）
- ヴァリアントナイツ（クラウス＝シュトラーゼ）
- ヴァルプルガの詩（トラ / 大神虎丸）
- OZMAFIA!! -vivace-（ハーメルン）
- ガーディアンズ・ヴァイオレーション（ロクサリス・アルマータ）
- カレイドイヴ（五十嵐馨）
- 幻影異聞録♯FE（赤城斗馬）
- 剣が君 for V（九十九丸）
- 喧嘩番長6〜ソウル&ブラッド〜（金居康文）
- 恋する式神（安西秋也）
- 5人の恋プリンス 〜ヒミツの契約結婚〜（五十嵐将）
- 里見八犬伝 村雨丸之記（犬村大角）
- 忍び、恋うつつ ― 雪月花恋絵巻 ―（由利鎌清）
- 神撃のバハムート（ランスロット）
- 絶対迷宮 秘密のおやゆび姫（狩人リューン）
- 第3次スーパーロボット大戦Z 天獄篇（クーゲル）
- デュラララ!! Relay（六条千景）
- 百華夜光（六合龍二）
- フェアリーフェンサー エフ ADVENT DARK FORCE（ソウジ）
- POSSESSION MAGENTA（蘇明杰）
- プリンス・オブ・ストライド（黛遊馬）
- ボイスサプリ（春）
- モナコの休日 〜薔薇と愛のプリンセス〜（フィリップ）
- 夢色キャスト（雨宮仁）
- 夢王国と眠れる100人の王子様（アルタイル）
- ルミナスアーク インフィニティ（カラカラ）

2016年
- 英国探偵ミステリア The Crown（ポーロック、モリアーティJr.）
- エンドライド-X fragments-（ダニエル）
- Collar×Malice（冴木弓弦）
- GARM STRUGGLE 〜狂鎖の番狗〜（明日颯太郎）
- 罪喰い 〜千の呪い、千の祈り〜（上樹守人）
- テイルズ オブ リンク（アレン）
- 天下統一恋の乱 Love Ballad（前田利家）
- 討鬼伝2（八雲）
- 刀剣乱舞-ONLINE-（大包平）
- ドSに恋して 〜スイートルームで秘密の支配〜（新堂令）
- マジきゅんっ!ルネッサンス（帯刀凛太郎）

2017年
- 双星の陰陽師（神威）
- 白猫プロジェクト（ブルー）
- 茜さすセカイでキミと詠う（徳川綱吉）
- 君と霧のラビリンス（土屋隼人）
- キャプテン翼 〜たたかえドリームチーム〜（ブンナーク）
- クランク・イン（徒野真澄）
- 猛獣たちとお姫様 〜in blossom〜（タルメ）
- 忍び、恋うつつ -甘蜜花絵巻-（由利鎌清）
- ハイリゲンシュタットの歌（ハルト）
- グラフィティスマッシュ（ルーク）
- 蝶々事件ラブソディック（神藤将成）
- メギド72（ソロモン）
- デジモンストーリー サイバースルゥース ハッカーズメモリー（今井千歳）

2018年
- 銀魂乱舞（徳川茂茂）
- D×2 真・女神転生 リベレーション（主人公〈男〉）
- ディシディア ファイナルファンタジー（ロック・コール）
- レイヤードストーリーズ ゼロ（キョータロー、不動礼雄）
- グリムノーツ Repage（ティム）
- 忍び、恋うつつ - 万花彩絵巻 -（由利鎌清）
- アルピエル（カイル）
- フォルティッシモ（赤星瑛一郎）
- クイズRPG 魔法使いと黒猫のウィズ（リュオン・テラム）
- CARAVAN STORIES（ロディ・サバラス、ルイ）
- 真紅の焔 真田忍法帳（穴山小助）
- Tlicolity Eyes（翠川チヒロ）
- オンエア!（加賀谷蓮）
- あやかし恋廻り（凪千）
- ゆらぎ荘の幽奈さん 湯けむり迷宮（冬空コガラシ）
- スターオーシャン:アナムネシス（ジヴェレーゼ / ジヴェル）
- 夢間集（トリュウ）

2019年
- Op8♪（弓槻奏真）
- CONCEPTION PLUS 俺の子供を産んでくれ!（弓削イツキ）
- テイルズ オブ ザ レイズ（アレン）
- ゆらぎ荘の幽奈さん ドロロン温泉大紀行（冬空コガラシ）
- 私立ベルばら学園 〜ベルサイユのばらRe*imagination〜（衛藤晶）
- エルクロニクル（カウル）
- 遊☆戯☆王 デュエルリンクス（鬼柳京介、DS鬼柳京介）
- 雀魂（ワン次郎）
- ガンダムブレイカーモバイル（アイゼン・トウマ）
- Alice Closet（エドガー）
- イースIX -Monstrum NOX-（シャトラール団長）
- ジョジョのピタパタポップ（東方仗助）
- 幻奏喫茶アンシャンテ（イグニス・カリブンクルス）
- THE KING OF FIGHTERS for GIRLS（K'）
- WAR OF THE VISIONS ファイナルファンタジー ブレイブエクスヴィアス 幻影戦争（シュゼルト）
- 星鳴エコーズ（火野進示）
- 妖怪ウォッチ ぷにぷに（2019年 - 2024年、バケーラ、剣豪紅丸、アースマン、アス）
- ジョジョの奇妙な冒険 ラストサバイバー（東方仗助）

2020年
- 幻影異聞録♯FE Encore（赤城斗馬）
- SHOW BY ROCK!! Fes A Live（ジョウ）
- あんさんぶるスターズ!! Basic / Music（2020年 - 2025年、大神晃牙） - 2作品
- 聖剣伝説3 TRIALS of MANA（ホークアイ）
- ポケモンマスターズ / EX（2020年 - 2025年、シルバー）
- DAIROKU: AYAKASHIMORI（玻閏）
- エルダーアーク（アイン・リアーナ）
- イケメン王子 美女と野獣の最後の恋（シュヴァリエ＝ミシェーレ）
- ドラゴンクエストライバルズ（トーマ王子）
- 妖怪学園Y 〜ワイワイ学園生活〜（バケーラ、剣豪紅丸、阿波戸タツヒト、四宮カナメ、イタリアン）
- メガミヒストリア（ミカエル、ホームズ）
- キャプテン翼 RISE OF NEW CHAMPIONS（ルイ・ナポレオン）
- 三國志 覇道（張遼）
- 乱闘三国志〜放置群英伝〜（関羽、曹操、張飛）
- Lost Kiss 〜カレと運命の恋愛〜（四ノ宮司）

2021年
- サンクタス戦記-GYEE-（カイウス）
- シャイニングニキ（ロアン）
- 世界革命RPG ロードオブヒーローズ（クロム）
- ブラウンダスト（レダクラッド）
- アンジェリーク ルミナライズ（サイラス）
- ヴァンガード ZERO（桃山ダンジ）
- Naraka: Bladepoint（滄海）
- スペードの国のアリス 〜Wonderful White World〜（ナイトメア＝ゴットシャルク）
- スーパーロボット大戦DD（2021年 - 2022年、犬塚キューマ、フランツ・ヴァッロ）
- 恋愛戦国ロマネスク 〜影武者姫は運命をあやなす〜（豊臣秀吉）
- ガーディアンテイルズ（男騎士）
- ウインドボーイズ！（佐野愛実）

2022年
- 夢職人と忘れじの黒い妖精（エース）
- 聖剣伝説 ECHOES of MANA（ホークアイ）
- アリスフィクション（始皇帝）
- ジョジョの奇妙な冒険 オールスターバトルR（東方仗助）
- パズル&ドラゴンズ（東方仗助）

2023年
- モンスターユニバース（ヴェスタ）
- 共闘ことばRPG コトダマン（國神錬介）
- ドラゴンクエストX 眠れる勇者と導きの盟友 オフライン（トーマ王子） - 超大型拡張DLC
- スペードの国のアリス 〜Wonderful Black World〜（ナイトメア＝ゴットシャルク）
- 黒子のバスケ Street Rivals（火神大我）

2024年
- 逆転オセロニア（フェルグ）
- ゴブリンスレイヤー -ANOTHER ADVENTURER- NIGHTMARE FEAST（拳闘従士）
- 百英雄伝（バレンタイン）
- ブレイクマイケース（御門尊）
- ファミコン探偵倶楽部 笑み男（福山翼）
- 銀河英雄伝説 Die Neue Saga（ジャン・ロベール・ラップ）
- ライドカメンズ（フラリオ）

2025年
- Fate/Grand Order（リチャードI世 / 獅子心王リチャード、飛竜）

### ドラマCD
- あかいいと（比名瀬祥[332]） - コミックス第8巻ドラマCD付限定版
- あかやあかしやあやかしの アンソロジードラマCD2「かげふみあそび」（眞白）
- 悪役令嬢ですが攻略対象の様子が異常すぎる（ロベルト・ワイズ）
- 新しいドラマCDの聴き方を考える会presents「シャワー借りていい?」
- アマガミ vol.4 中多紗江編〜今年も、あなたと〜（ヒーロー）
- 愛しのショコラティエ「ガルスタ限定チョコっと味見CD」（葵井仁） - 電撃Girl's Style 2013年9月号付録[333]
- 詠う!平安京（在原業平）
- バトルスピリッツ ソードアイズ DVD-BOX ドラマCD「熱き想いのゆくえ ハクア対キザクラ！」（ソラ・リュウヨウ[334]）
- 宇宙戦隊キュウレンジャー オリジナルアルバム サウンドスター3 ゲース・インダベーの逆襲（バランス / テンビンゴールド）
- カーニヴァル シリーズ（獅示）
- 快感♥フレーズ 〜リインカーネーション〜（佐々木浩一）
- 新釈 鏡花あやかし秘帖 vol.1 - 3（香月真澄）
- キヨショー サテライト プラチナ（店員）
- 銀河ロイドコスモX IN ヒーロークロスライン ドラマCD（山田）
- グランブルーファンタジー「救国の忠騎士」ディレクターズカット版（2016年、ランスロット）
- 黒子のバスケ シリーズ（火神大我）
- TVアニメ「月刊少女野崎くん」ドラマCD 〜秋編 / 冬編〜（堀政行[335]）
- ケダモノ彼氏（圭太[336]） - マーガレット11号付録
- ケロケロエース（不良） - 2009年8月号付録・声つきマンガDVD第2弾
- 剣が君 シリーズ（九十九丸[195]）
- 恋チョイ〜大学生編〜（轟修摩）
- 5人の恋プリンス 〜ヒミツの契約結婚〜 ドラマCD 第1巻（五十嵐将[337]）
- SACRIFICE Vol.1-6（芹河ユキ[338]）
- 忍び、恋うつつ シチュエーションCD 巻の弐 〜由利鎌清&穴山大介〜（由利鎌清[339]）
- 獣神空想御伽草子 第一巻（子ウサギ）
- 人狼 - Chaotic Time -（ユウキ・マトイ[340]）
- Z/X -Zillions of enemy X- NC DramaCD (1)『超鋼神器ローレンシウム』（超鋼神器ローレンシウム）
- STORM LOVER 2nd 〜臨海学校、その夜〜（陸・フェルナンド・ハビエル）
- SNOW BOUND LAND ドラマCD 〜お見合いクラッシュ大作戦〜（アージェ[341]）
- 大正吸血異聞 第二夜（八雲焔[342]）
- D.C.II S.S. 〜ダ・カーポII セカンドシーズン〜 「聖夜のミスコン大作戦!」（ななかファンの野郎共）
- D.C.III 〜ダ・カーポIII〜 シリーズ（芳乃清隆）
- ダブルクロス〜トワイライト〜（天花寺大悟）
- ダミチョイ！〜ファミレス＆コンビニバイト編〜
- 天使1/2方程式（川崎冬吾[343]） - コミックス第7巻ドラマCD付初回限定版
- DOG DAYS ドラマBOX vol.1（エミリオ・アラシード）
- トゥルーフォーチュン ボイスドラマVol.2「いつだってグローイングアップ!」（部員A）
- なまいきざかり。（袴田静）
- 蜂の巣（酒井）
- 春告と雪息子 シリーズ（カザハ）
- 緋色の欠片 弐（村人B）
- 緋の纏（狐太郎） - コミックス第10巻限定版[344]
- 百千さん家のあやかし王子（伊勢[345]）
- 速水奨プロデュースCD 男子高校生タイムトラベラーシリーズ Shuffle 時を紡ぐ勇者たち（明石司）
- バラエティドラマCD 絶対迷宮グリム 〜七つの鍵と楽園の乙女〜 〜危険な魔法の毒林檎!?〜（ヤギオ）
- アニメイトで聞きました! ファンタジー彼氏 〜Dive into Fairy Story〜 Vol.3・4（狩人・ロラン[346]）
- ブロッケンブラッド ドラマCD（映画予告ナレーション）
- ぺらぶ! A cappella love!? ドラマCD #1（阿部健太）
- ボクラノキセキ 第8・9巻限定版ドラマCD（手嶋野尚/ヴィンス）
- 魔導師は平凡を望む 〜愛しき日々をイルフェナで〜（エルシュオン[347]）
- 目指す地位は縁の下。（アカツキ） - ドラマCD付きアニメイト限定セット[348]
- ヨルムンガンド（ウゴ、スケアクロウ）

### BLCD
2006年
- 子供の領分 9 分岐点Vol.2（生徒）
  - 子供の領分 10 分岐点Vol.3

2009年
- 遊覧船（桐生巴）
- 新説・源氏物語-藤壺の章-（桐壺帝）
- 憂鬱な朝（2012年 - 2016年、西園寺重之）
  - 憂鬱な朝4

- SEXY EFFECT 96 3 LOVE SEXUAL（高木）

2011年
- 愛想尽かし（羽隅の舎弟）
- 王子と小鳥（スペンサー）
- あなたのためならどこまでも（漁師）
- ブーランジェの恋人（大沢）
- ワルイコトシタイ シリーズ（2011年 - 2015年）
  - 無慈悲なオトコ（久遠の友人）
  - ワルイ恋人じゃダメ?（紅城）
  - ワルイ王子でもスキ（紅城司狼）
  - 性悪オオカミが恋をしたらしい（紅城司狼）

- キャッスルマンゴー（田子）
- 鮫島くんと笹原くん（笹原くんの弟）

2012年
- パラスティック・ソウル（ジョエル）
- イベリコ豚と恋と椿。（2012年 - 2015年、吉宗）
  - イベリコ豚と恋の奴隷。限定版CD付
  - イベリコ豚と恋の奴隷。

- ファミリー・バイブル（長永宏伸）
- 丸角屋の嫁とり（荘太）
- 同級生 (中村明日美子の漫画) シリーズ（2012年 - 2015年、佐野響）
  - 空と原
  - O.B.

- 他人同士（田口暁） - 小説Chara vol.27付録

2013年
- 500年の営み（ヒカルB）
- 初恋のあとさき（仁科透）
- マッチ売り（廣瀬清高）
- 第二ボタン下さい（村上）
- プレイゾーン〜肉食彼氏と快感天使〜（ミリ）
- 新釈 鏡花あやかし秘帖 vol.1-3（香月真澄）
- NightS（唐島真人）
- 新宿ラッキーホール（斎木）
- 宇田川町で待っててよ。（八代智哉）
- 奈落何処絵巻 あなたのためならどこまでも 限定版CD付（日生）
- 囀る鳥は羽ばたかないシリーズ（2013年 - 2016年、久我

2014年
- 花のみぞ知る（有川洋一）
  - 花のみやこで

- いやらしの彼〜レオパード白書・4〜（周防燐世）
  - レオパード白書 ディアプラス14年08月号付録

- 恋愛前夜（仲村時生）
  - Chara 19th Anniversary Fair PRESENT

- 新庄くんと笹原くん（2014年 - 2019年、笹原真希）
  - 新庄くんと笹原くん2

- 10DANCE（2014年 - 2019年、鈴木信也）
  - 10DANCE 5巻 特装版CD付

- アキハバラフォーリンラブ（長谷川悠貴）
- 碧の王子 Prince of Silva（ヴィクトール・剛・鏑木）
- 青年発火点（山隈武文）
  - 月間ディアプラス15年03月付録 青年発火点

2015年
- インテリ君の恋の病（松永伸太郎）
- 鬼の王と契れ（夜刀）
- 抱かれたい男1位に脅されています。シリーズ（2015年 - 2024年、東谷准太）
  - 抱かれたい男1位に脅されています。
  - 抱かれたい男1位に脅されています。2
  - 抱かれたい男1位に脅されています。3
  - 抱かれたい男1位に脅されています。0章
  - 抱かれたい男1位に脅されています。4
  - 抱かれたい男1位に脅されています。5
  - 抱かれたい男1位に脅されています。6
  - 抱かれたい男1位に脅されています。7
  - 抱かれたい男1位に脅されています。8
  - 抱かれたい男1位に脅されています。9

- 愛の蜜に酔え！（有賀綾人）
- 吐息はやさしく支配する（笹塚健児）
- やたもも シリーズ（2015年 - 2019年、八田）
  - やたもも
  - やたもも2
  - やたもも3

- あまくてしんじゃうよ（山中千尋）
- はだける怪物 シリーズ（2015年 - 2021年、林田寒之介）
  - ほどける怪物 シェリプラス2015アキ号付録
  - はだける怪物 上
  - はだける怪物 下
  - はだける怪物 ミニドラマCD『シェリプラス』2021年11月号付録

2016年
- 俺と上司の恋の話（高梨智明）
- 一生続けられない仕事 1（2016年 - 2020年、早坂義人）
  - 一生続けられない仕事〜譲れない想い〜

- 私立オメガ学園 迷いのAV男子編（柳瀬汰希）
- カーストヘヴン シリーズ（2016年 - 2021年、刈野滉平）
  - カーストヘヴン
  - カーストヘヴン2
  - カーストヘヴン3
  - カーストヘヴン 修学旅行編

2017年
- 錆びた夜でも恋は囁く（林田）

2018年
- 恋愛不行き届き（2018年 - 2019年、蝶子〈桐島長治〉）
  - ロストバージン（蝶子（桐島長治））

- さよならアルファ（長谷川はるか）
- ストレイバレットベイベー（邑上千浩）
- 好物はこっそりかくして腹のなか（夜須田メロ）
- コヨーテ シリーズ（2018年 - 2022年、コヨーテ） - 8作品
- 落果（2018年 - 2021年、レオ）
  - 蜜果 ※蜜果1・2巻同時購入特典

- 君と僕と世界のほとり Phrase1 ふたりぼっちクリスマス（上川詠司）
- NIGHTS BEFORE NIGHT（一条雪鷹）

2019年
- 因果性のべぜ（梶原ひろき）
- もみチュパ雄っぱぶ♂タイム（2019年 - 2021年、山下猛）
  - もみチュパ雄っぱぶ♂タイム 2巻 限定版CD付
  - もみチュパ雄っぱぶ♂タイム2 ラブラブ同棲タイム

- SWEETと呼ぶにはまだ早い（香川結）
- 妖しの箱庭に浮かぶ月（赤月）
- 簡易的パーバートロマンス2（2019年 - 2022年、嘉久直人）
  - 簡易的パーバートロマンス3
  - 簡易的パーバートロマンス4

- シークレット×××（三兎湊）
- それでも俺のものになる（大和涼介）
  - それでも俺のものになる Qpa edition 大和編

- 熱愛ジャッジ-再会で恋がはじまる-（最上優征）
- 好みじゃなかと（木村幸典）
- 佐々木と宮野（2019年 - 2020年、小笠原次郎）
  - 佐々木と宮野 Vol.2

- 美しい彼（2019年 - 2023年、平良一成）
  - 憎らしい彼
  - 悩ましい彼

- 捨てないでマイヒーロー 2巻 限定版CD付
- ちびトラさんの日常（長老狼さん）
- めぐみとつぐみ（2019年 - 2021年、九重恵）
  - めぐみとつぐみ2

- セラピーゲーム シリーズ（2019年 - 2020年、三兎湊）
  - セラピーゲーム 月刊ディアプラス19年11月号付録
  - セラピーゲーム 1
  - セラピーゲーム 2
  - セラピーゲーム 月刊ディアプラス20年12月号付録
  - セラピーゲーム+Play More

- カラスの嫁入り（神楽坂理央）

2020年
- 彼らの恋の行方をただひたすらに見守るCD「男子高校生、はじめての」シリーズ（2020年 - 2022年、伊藤天弥）
  - 〜第12弾 BADBOYは諦めない〜
  - 4th after Disc 〜Just you!〜
  - オールコンビネーションCD vol. 4

- 巨人族の花嫁（カイウス・ラオ・ビステイル）
- キューピッドに落雷 追撃（須藤猛生）
- メメントスカーレット（周カイリ）
- 俺たちナマモノ？です（2020年 - 2022年、ユン）
  - 続！俺たちナマモノ？です

- プッシーキングさまの悪癖（ファティ・アル・ラヒム）
- 理性的パーバートロマンス（喜久直人）
- あばれんぼハニー（羽地衝彦〈ハチ〉）
- 二代目！地獄ブラザース（宋帝）
- LOVE HOLE 303号室〜ミッナイ♦お前にINしたい〜（千年宗平）

2021年
- 愛されたがりのサーフェイス（比留間樹）
- 有休オメガ（古池祥太）
- リバース（吐木幸村）
- 羽賀くんは噛まれたい（羽賀大輔）

2022年
- 愛しき人魚（ミカギ）
- 神様なんか信じない僕らのエデン（2022年 - 2023年、西央凛々斗）
  - 神様なんか信じない僕らのエデン2

- Platinum Blood プラチナ・ブラッド（アルカード）
- エンサークルメントラブ（良）

2023年
- 体感予報（瀬ヶ崎瑞貴）

2024年
- ヒズ・リトル・アンバー（一条雪鷹）

### 朗読CD
- E:RObotts Model.518/ヴェルミリオ（ヴェルミリオ[369]）
- 吸血ダーリン シリーズ（片桐龍司[370]）
- 絶対に口説かれてはいけないホスト24時（神咲愛斗[371]）
- 大正浪漫〜禁断の恋〜 Vol.4 華族の彼[372]
- 天部衆に癒されCD 第六巻 〜明王 夜叉明王編〜（夜叉明王[373]）
- ドM倶楽部 〜天醒学院 放送部編〜（常磐糺）
- Honeymoon vol.13（御崎海斗）
- 白血球部活動記録〜看病編〜 vol.2「N・K」（N）
- 東浦家の休日 シリーズ（永江深尋[374]）
- 羊でおやすみシリーズ Vol.31 「お楽しみは君と一緒に」[375]
- 平川大輔・小野友樹 月刊ガルスタラジオ 秘密の袋とじシリーズ
- ぺろぺろ男子 Sweet Valentine's Day（飴屋甘葉[376]）
- Voice Colors Series 〜Kiss〜[377]
- ドラマCD『ボイスサプリ 春＆楓』（春[378]）
- 密会-secret tryst- vol.2 〜密やかなまなざし〜（瑞樹奎太[379])
- もっとカレと一緒におふとんでイチャイチャごろごろするCD 〜Noon〜（夾[380]）
- ゆーたくの囁きCD
- ゆーたく声の交換日記

### ラジオ・オーディオドラマ
- サムライスピリッツ新章〜剣客異聞録 甦りし蒼紅の刃（年度不明、九葵刀馬）
- オーディオドラマ『グランブルーファンタジー OTOCA』亡国の四騎士 / 氷炎牆に鬩ぐ（2016年 - 2017年、ランスロット）
- 窓際族だけど気づいたら異世界で勇者になっていた。（2017年、黄龍門[381]）
- ゆら心霊相談所（2018年、由良蒼一郎[382]）
- 夏目アラタの結婚（2020年、夏目アラタ[383]） - 第4巻特典シリアルコード
- 聴くanime「秒速探偵」[384]（2022年、染川蓮司[385]）
- ラジオドラマ「二哈と彼の白猫師尊」日本語版（2025年、墨燃[386]）

### 吹き替え

#### 映画
- ケイティーのロストバージン日記（2011年、スペンサー）
- THE KING OF FIGHTERS（2011年、Mr.ビッグ）
- チアリーダー・キャンプ（2011年、アンディ）
- ハリー・ポッターと死の秘宝 PART2（2011年）
- ホスピタル オブ ザ デッド（2011年）
- アーサーとふたつの世界の決戦（2011年）

#### ドラマ
- 英国スキャンダル〜セックスと陰謀のソープ事件（2018年、ノーマン・スコット / ノーマン・ジョシフ 役〈ベン・ウィショー〉）

#### アニメ
- 凹凸世界（2019年、アンミシュウ[387]）
- ドロシーとオズの魔法使い（2020年、フランク[388]）
- マロナの幻想的な物語り（2020年、曲芸師マノーレ[389]）
- ミューン 月の守護者の伝説（フランス語版）（2022年、ソホーン[390]）

### デジタルコミック
- VOMIC『マイルノビッチ』（2012年、木下あいる）
- VOMIC『めだかボックス』（2012年、人吉善吉）
- VOMIC『この音とまれ!』（2013年、久遠愛[391]）
- VOMIC『食戟のソーマ』（2013年、幸平創真[392]）
- 夏目アラタの結婚（2020年、夏目アラタ[383]） -  第4巻購入得点QRコード
- フラワーコミックスチャンネル『Bite Maker 〜王様のΩ〜』（2021年、幸村[393]）
- コミックブリーゼチャンネル『CHANGE UP!!』（2022年、豪原陽平[394]）
- アンジェンテ『オメガの婿取り』（2022年、義治[395]）
- comipo『花ふるコロニーロット〜26歳OL、ガーデニング男子に弟子入りする〜』（2022年、遠野ギルバート樹[396]）
- 暁の神威 -光ノ在り処-（2023年、橘蒼斗[397]）
- ヤンジャン漫画TV 『只野工業高校の日常』書き下ろしボイコミ（2023年、赤崎[398]）
- フラワーコミックスチャンネル『薔薇と殺し屋』（2023年、美神京[399]）
- コミステ！by コミックシーモア『椿くんの熱におぼれたい』（2022年、椿佑季[400]
- アンジェンテ『その好きほんと。』（2024年、灘口新[401]）
- ヤンジャン漫画TV『ポン太がヒトになりまして。』（2024年、ポン太[402]）

### 特撮
2000年代
- 環境超人エコガインダー（2008年 - 2010年、エコガインダーの声） - 2シリーズ

2010年代
- ウルトラゼロファイト 第二部（2012年、暗黒大皇帝カイザーダークネス / ゼロダークネス / ウルトラマンベリアルの声）
- 環境超人エコガインダーOX（2012年、エコガインダーOXの声）
- 特命戦隊ゴーバスターズ（2012年、パラボラロイド2の声）
- ウルトラマン列伝（2013年 - 2014年、ウルトラマンベリアルの声） - 2シリーズ
- ウルトラマンギンガS（2014年、変身怪人ゼットン星人ベルメ〈SD〉の声）
- ウルトラマンX（2015年、変身怪人ゼットン星人の声）
- 宇宙戦隊キュウレンジャー（2017年、バランス / テンビンゴールドの声） - 1シリーズ+5作品
- ウルトラマンジード（2017年、ウルトラマンベリアルの声）

2020年代
- ウルトラマンZ（2020年、ベリアロクの声）
- ウルトラギャラクシーファイト（2020年 - 2022年、ウルトラマンベリアル〈アーリースタイル〉の声、ベリアロクの声） - 2シリーズ
- ウルトラマントリガー NEW GENERATION TIGA（2021年、ベリアロクの声） - テレビシリーズ+1作品
- 仮面ライダーガヴ（2025年、グラニュート・ル・ビートの声）
- ウルトラマン ニュージェネレーション スターズ（2025年、ベリアロクの声）

### ラジオ
※はインターネット配信。
- アホアホ20秒!!
- 有世と慶久の歴史エンタテインメントP!（Podcasting※）アシスタント
- おしゃべりのじ缶（2010年 - 2011年、おしゃ缶公式HP※）[注 5]
- 黒子のバスケ 放送委員会（2012年 - 2016年、超!A&G+※・HiBiKi Radio Station※・ランティスウェブラジオ※）
- 月刊ガルスタラジオ（2012年 - 2013年、ニコニコ生放送※）
- マビノギ ロナとパンのファンタジーラジオ（2012年 - 2014年、音泉※・HiBiKi Radio Station※）
- ラジオ アラタカンガタリ 〜らじかん〜（2013年、ラジオ大阪・アニメイトTV※・ランティスウェブラジオ※）
- 小野友樹のオノパラ!（2013年 - 2016年、超!A&G+※）
- 賢章・友樹のi talk（2014年、iQIYI.COM※）
- ラジオ「あんさんぶるスターズ!」〜夜闇の魔物に怯える子猫〜（2015年、音泉※）
- 小野友樹と江口拓也のTeamゆーたくニコつく！（2015年 - 、ニコニコチャンネル※）[注 5]
- ジョジョの奇妙な冒険 ダイヤモンドは砕けない 杜王町RADIO 4 GREAT（2016年 - 2017年、音泉※・HiBiKi Radio Station※）
- ちゅんたかラジオ 〜抱かれたい男1位と喋っています。〜（2018年、音泉※・アニメイトタイムズ※）[410]
- 豊永利行・小野友樹の星海RADIO（2018年 - 2019年、超!A&G+※）[411]
- アサシンズプラジオ（2019年 - 2020年、HiBiKi Radio Station※）[412]
- ComicFesta Radio ユステイル種族集会（2020年、音泉※）[413]
- JOESTAR RADIO（2021年、YouTube※・音泉※）[414]
- 小野友樹と夕刻ロベルのへんならじお（2021年 - 、超!A&G+※・ニコニコチャンネル※）
- ラジオでもはたらく魔王さま!!（2022年、超!A&G+※・YouTube※）

### ラジオCD
- ラジオ「あんさんぶるスターズ! 〜夜闇の魔物に怯える子猫〜」 DJCDコレクション Trial Version / Vol.1 - 3
- オノパラダイスキ!
- 黒子のバスケ 放送委員会 Vol.1 - 6
- 近藤隆のももんがあッCD 小野友樹の妹
- 星月学園放送部 活動記録
- ラジオアラタカンガタリ 〜らじかん〜 CD VOL.1・2

### ナレーション
- OHA OHA アニキ（2016年10月14日 - 2017年4月14日、テレビ東京）[415]
- ニュース シブ5時「シブ5時お仕事図鑑」（2017年3月2日 - 9月、NHK）
- BS・CS放送アニマックス 番組予告・各種告知ナレーションの一部のCMのみ（2017末より担当）（女性版は田中あいみが担当）
- 世界最速のレベルアップ PV（2021年4月7日[416]）

### CM・PV
- Fate/strange fake（2019年、セイバー[417]）
- 夏目アラタの結婚（2020年、夏目アラタ[383]）
- 只野工業高校の日常（2021年、赤崎[418]）
- 名探偵なんかじゃない!〜高校生探偵バトルロイヤル〜（2021年、皇アキラ[419]）

### テレビ番組
※はインターネット配信。
- モテ福（2013年、テレ玉） - カズオの声
- おはスタ（2016年 - 2017年、テレビ東京） - メインMC
- Abema Game 9 アゲナイッ！ マンデー（2018年、AbemaTV※）
- 声優と夜あそび（2018年 - 2019年、AbemaTV※・アニメLIVEチャンネル※）火曜パーソナリティ[420]
- 小野友樹の行こうぜ！友トピア（2018年 - 、ニコニコチャンネル※）
- アンゴルモア元寇合戦記〜一所懸命TV〜（2018年、YouTube※・音泉※）
- 買えるバトルクラブ（2018年 - 、AbemaTV※）/買えるAbemaTV社・小野友樹
- 月刊 あんさんぶるスタジオ！（2017年 - 、ニコニコチャンネル※・YouTube※）
- ぐらぶるTVちゃんねるっ!（2019年 - 、TOKYO MX）パーソナリティ
- news zero（日本テレビ、2022年3月30日 - 、水曜ナレーター）[421]

### テレビドラマ
- 声優探偵（2021年、小野友樹）※本人役

### 映像商品
- 小野友樹のオノパラ! ファンディスク in Paris I - II
- 小野友樹×浜添伸也 はぢめてやっちゃいました! 〜2人で仲良くはじめてのダンス〜
- 小野賢章がゆく 旅友 第二弾 〜ゲスト：小野友樹&江口拓也篇〜
- Original Entertainment Paradise -おれパラ- 2017 10th Anniversary 〜ORE!!SUMMER〜&〜Welcome to おれたちのパラダイス〜
- 柿原徹也と小野友樹が、とっても楽しんじゃいました!
- 下野紘のおもてなシーモ! 第3巻
- 下野紘のほぼはじめまして -3-
- 声優コレクション 〜ふたりのコーデSHOW〜 小野友樹×赤羽根健治
- 声優百年食堂 第3巻 千葉編
- つれゲー Vol.2 小野友樹&江口拓也×ダブルドラゴンII The Revenge
- バー 姐朋友 第2巻
- 福山ッスル! 01 - 03
- MARINE SUPER WAVE LIVE DVD 2015 オノパラダイスカファミリー[メンバー 1]
- MARINE SUPER WAVE R 2015
- 森川智之と檜山修之のおまえらのためだろ! 鯱-SHACHI-
- 森川さんのはっぴーぼーらっきー VOL.11 - 12
- ゆーたく 関連
  - ゆーたく祭2015夏〜アニミュージカル〜 in舞浜アンフィシアター昼の部 / 夜の部
  - 大ゆーたく祭2016 in舞浜アンフィシアター〜夏祭り＆私立友拓学園
  - ゆーたくクルージング2017 inシンフォニー
  - ゆーたく祭2017 in舞浜アンフィシアター〜私立友拓学園祭〜
  - ゆーたく祭2018〜昼の部〜 in舞浜アンフィシアター
  - ゆーたく祭2019〜昼の部〜 in舞浜アンフィシアター
- リアル宝探し 邪神ロキの呪い in東京ドイツ村
- あんさんぶるスターズ シリーズ
  - あんさんぶるスターズ!Starry Stage 2nd 〜in 日本武道館〜
  - あんさんぶるスターズ!! Starry Stage 4th -Star's Parade- August
- 黒子のバスケ シリーズ
  - KUROBAS CUP 2013
  - KUROBAS CUP 2015
- SERVAMP FESTIVAL
- ツキプロ シリーズ
  - ツキプロch. シーズン1 Vol.4
  - ツキプロch. シーズン2 Vol.1・2・4
  - ツキプロフェスタ in ラフォーレ原宿
  - ツキプロライブ2016in中野
  - TSUKIPRO LIVE 2018 SUMMER CARNIVAL
- Magic-kyun! First Live 星ノ森サマーフェスタ2017
- 夢色キャスト DREAM☆SHOW 2017 LIVE
- オトメイトパーティー 2014 - 2016・2019
- Rejet Fes. 2014・2016・2018・2019

### 舞台
- クリエ プレミア音楽朗読劇『VOICARION II GHOST CLUB』（2017年9月4日、シアタークリエ） - コナン・ドイル 役[422]
- 劇団ヘロヘロQカムパニー 第35回公演『舞台版・声優に死す 〜other side〜』（2017年10月25日、全労済ホール/スペース・ゼロ） - 日替わりゲスト[423]
- ディシディア ファイナルファンタジー 朗読劇 アクターズライブ ディシディアFF『SECRETUM-秘密-』（2017年12月18日 - 19日） - ロック・コール 役[424][425]
- 朗読劇×オーケストラ 第2弾『ハムレット』（2018年2月17日、Bunkamuraオーチャードホール） - ホレイショー 役[426]
- CCCreation Presents リーディングシアターVol.1『RAMPO in the DARK』（2020年6月、神田明神ホール（無観客収録））[427]
- LIVE配信『信長を殺した男〜本能寺の変431年目の真実〜』朗読劇プロジェクトvol.1（2020年8月29日、オンライン配信）[428]
- プレミア音楽朗読劇『VOICARION IX 帝国声歌舞伎 信長の犬』（2020年9月6日、帝国劇場） - 太田資正 役[429]
- 朗読劇『ブライト・プリズン -学園の美しき生け贄-』（2020年9月13日、オンライン配信） - 薔 役[430]
- ABEMA PPV ONLINE LIVE「『ソマリと森の神様』新朗読劇（アフタートーク付き）」（2020年11月7日、オンライン配信） - ハイトラ 役
- 声のプロフェッショナルが奏でるリーディングシェイクスピア『マクベス』（2020年12月4日、池袋サンシャイン劇場） - バンクォー 役ほか[431]
- 朗読劇『＃ある朝殺人犯になっていた』音声回（2021年2月6日、オンライン配信） - 音声ガイド[432]
- 朗読劇『ブライト・プリズン 学園の禁じられた蜜事』（2021年5月29日、Mixalive TOKYO Hall Mixa） - 薔 役[433]
- 夜能〜語り部たちの夜〜『清経』（2021年10月29日、宝生能楽堂） - 朗読[434]

### 玩具
- 幻界魔剣 DXベリアロク（2020年、ベリアロクの声）
- 幻界魔剣 ベリアロク -Deathcium Talking Ver.-（2021年、ベリアロクの声）
- ウルトラマンジード ウルトラレプリカ ジードライザー（2024年、ウルトラマンベリアルの声）
- サウンドウルトラなりきり ベリアロク（2025年、ベリアロクの声）
- ウルトラレプリカ ベリアロク（2025年、ベリアロクの声）

### その他コンテンツ
- 着ボイス『FreVo!』（2009年、白夜秀人、燈条暖、黒木狂也）
- ビジュアルノベル『進撃の巨人 悔いなき選択』（2013年、ファーラン・チャーチ）
- 静岡市立中央図書館（2018年3月、閉館アナウンス）
- ディズニー・プログラミング学習教材「テクノロジア魔法学校」（バートランド[435]）
- 声優ボイス オリジナルパソコン「Type:YOU」第48弾（2019年）
- パチンコ『Pデビルマン 〜疾風迅雷〜』（2021年、不動明 / デビルマン / ゴールドデビルマン[436]）
- 姫路城プレミアムオーディオガイド（2022年、宮本三木之助[437]）
- Arcanamusica（2023年 - 2024年、切沢玲央斗[438][439]）
- オーディオブック「一緒に帰ろう」（2024年、ナレーター[440]）
- エンタテインメントロボット「poiq」システムボイス（2024年、ダンディボイス[441]）

## ディスコグラフィ

### ミニアルバム
|     | 発売日         | タイトル                           | 規格品番   | オリコン最高位 |
| --- | -------------- | ---------------------------------- | ---------- | -------------- |
| 1st | 2015年6月22日  | パーティーマン                     | LACA-15493 | 39位           |
| 2nd | 2016年6月22日  | パーティーマン2 〜潮騒の唄〜       | LACA-15575 | 44位           |
| 3rd | 2017年6月22日  | パーティーマン3 〜大地のリディム〜 | LACA-15648 | 58位           |
| 4th | 2019年6月19日  | Friend Tree Wonderland             | BPSC-1002  | 61位           |
| 5th | 2019年12月18日 | WINTER VOICE FRIENDS               | FTRC-101   | 121位          |

### 配信楽曲
|                      | 配信日         | タイトル           | 備考                                                  |
| -------------------- | -------------- | ------------------ | ----------------------------------------------------- |
|                      | 2019年8月14日  | Laughter Dream     | 配信EP「Laughter Dream」                              |
| 夢のカケラ           | 2019年8月14日  |                    | 配信EP「Laughter Dream」                              |
| Wonder Dog           | 2019年8月14日  |                    | 配信EP「Laughter Dream」                              |
|                      | 2020年6月10日  | キズナライト       | 配信EP「キズナライト」                                |
| エリミネイト         | 2020年6月10日  |                    | 配信EP「キズナライト」                                |
| GIFT                 | 2020年6月10日  |                    | 配信EP「キズナライト」                                |
| 喪失-愛の温度-       | 2020年6月10日  |                    | 配信EP「キズナライト」                                |
| いつかの君が笑うなら | 2020年6月10日  |                    | 配信EP「キズナライト」                                |
|                      | 2021年10月27日 | ハウトゥー世界征服 | ボカロカバーアルバム 「VOCA-YOU 01 <10 tracks ver.>」 |
| 恋愛裁判             | 2021年10月27日 |                    | ボカロカバーアルバム 「VOCA-YOU 01 <10 tracks ver.>」 |
| フィクサー           | 2021年10月27日 |                    | ボカロカバーアルバム 「VOCA-YOU 01 <10 tracks ver.>」 |
| magnet               | 2021年10月27日 |                    | ボカロカバーアルバム 「VOCA-YOU 01 <10 tracks ver.>」 |
| KING                 | 2021年10月27日 |                    | ボカロカバーアルバム 「VOCA-YOU 01 <10 tracks ver.>」 |
| 乙女解剖             | 2021年10月27日 |                    | ボカロカバーアルバム 「VOCA-YOU 01 <10 tracks ver.>」 |
| ロミオとシンデレラ   | 2021年10月27日 |                    | ボカロカバーアルバム 「VOCA-YOU 01 <10 tracks ver.>」 |
| サリシノハラ         | 2021年10月27日 |                    | ボカロカバーアルバム 「VOCA-YOU 01 <10 tracks ver.>」 |
| 拝啓ドッペルゲンガー | 2021年10月27日 |                    | ボカロカバーアルバム 「VOCA-YOU 01 <10 tracks ver.>」 |
| アマツキツネ         | 2021年10月27日 |                    | ボカロカバーアルバム 「VOCA-YOU 01 <10 tracks ver.>」 |

### 映像作品
| 発売日        | タイトル                                    | 規格品番  | 規格品番  |
| 発売日        | タイトル                                    | BD        | DVD       |
| ------------- | ------------------------------------------- | --------- | --------- |
| 2018年6月22日 | YUKI ONO 1st Live 〜Final パーティー 2017〜 | LABX-8270 | LABM-7254 |

### キャラクターソング
| 発売日   | 商品名                                                                                         | 歌 | 楽曲                                                                             | 備考                                                                        |
| 2012年   | 2012年                                                                                         | 2012年 | 2012年                                                                           | 2012年                                                                      |
| -------- | ---------------------------------------------------------------------------------------------- | --- | -------------------------------------------------------------------------------- | --------------------------------------------------------------------------- |
| 3月21日  | 君と僕。 Vol.4 Blu-ray 特典CD                                                                  | 浅羽悠太（内山昂輝）、浅羽祐希（木村良平）、塚原要（小野友樹）、松岡春（豊永利行）、橘千鶴（入野自由） | 「高校戦隊ホマレンジャー」                                                       | テレビアニメ『君と僕。』関連曲                                              |
| 5月23日  | 黒子のバスケ SOLO SERIES Vol.2 火神大我                                                        | 火神大我（小野友樹） | 「栄光までのラン&ガン」 「道の途中」                                             | テレビアニメ『黒子のバスケ』関連曲                                          |
| 6月27日  | 君と僕。2 Vol.1 Blu-ray 特典CD                                                                 | 塚原要（小野友樹） | 「たそがれ真面眼鏡」                                                             | テレビアニメ『君と僕。2』関連曲                                             |
| 8月29日  | 黒子のバスケ Duet SERIES Vol.1 黒子テツヤ&火神大我                                             | 火神大我（小野友樹）、黒子テツヤ（小野賢章） | 「SHOUT!!!」 「同じバニラの風の中」                                              | テレビアニメ『黒子のバスケ』関連曲                                          |
| 11月22日 | 黒子のバスケ Vol.5 Blu-ray SPECIAL CD feat 火神大我                                            | 火神大我（小野友樹） | 「セイシュンTIP-OFF!!〜MVP火神ver」                                              | テレビアニメ『黒子のバスケ』関連曲                                          |
| 2013年   |                                                                                                | |                                                                                  |                                                                             |
| 3月27日  | 真・三國無双7 キャラクターソング集IV 〜晋〜                                                    | 文鴦（小野友樹） | 「Trust Myself」                                                                 | ゲーム『真・三國無双7』関連曲                                               |
| 9月11日  | はたらく魔王さま！ キャラソンミニアルバム 歌う魔王さま!?                                       | 芦屋四郎（小野友樹）、真奥貞夫（逢坂良太） | 「エンド・オブ・デイズ」                                                         | テレビアニメ『はたらく魔王さま！』関連曲                                    |
| 9月25日  | TVアニメ 黒子のバスケ ラジオ NEXT GAME/Tomorrow Never Lies                                     | 火神大我（小野友樹）、黒子テツヤ（小野賢章） | 「NEXT GAME」 「Tomorrow Never Lies」                                            | ラジオ『黒子のバスケ 放送委員会』テーマソング                               |
| 11月6日  | マイナスエイト キャラクターソング＋ドラマ                                                      | 宇多野准（小野友樹）、風原麻耶（岡本信彦）、佐伯郁沙（野島健児）、倉持青葉（KENN）、都並音彦（下野紘）、虹丘リオン（木村良平）、樹茉莉男（宮田幸季）、南錠景馬（森久保祥太郎）                                                                           | 「キミ専用HERO!!!」                                                              | ゲーム『マイナスエイト』オープニングテーマ                                  |
| 11月6日  | マイナスエイト キャラクターソング＋ドラマ                                                      | 宇多野准（小野友樹）、風原麻耶（岡本信彦）、佐伯郁沙（野島健児）、倉持青葉（KENN）、都並音彦（下野紘）、虹丘リオン（木村良平）、樹茉莉男（宮田幸季）、南錠景馬（森久保祥太郎）                                                                           | 「Beginning of Love」                                                            | ゲーム『マイナスエイト』エンディングテーマ                                  |
| 11月6日  | 軌跡                                                                                           | 九十九丸（小野友樹）、螢（KENN） | 「軌跡」                                                                         | ゲーム『剣が君』オープニングテーマ                                          |
| 11月27日 | 桜新町の鳴らし方。                                                                             | 篠塚英二（小野友樹） | 「holy sensation」                                                               | テレビアニメ『夜桜四重奏 〜ハナノウタ〜』関連曲                             |
| 12月11日 | 黒子のバスケ 誠凛高校ミニアルバム                                                              | 火神大我（小野友樹）、黒子テツヤ（小野賢章）、小金井慎二（江口拓也）、テツヤ2号 （野島裕史） | 「Rise Up Together!!」 「誠凛One-One騒動記」                                     | テレビアニメ『黒子のバスケ』関連曲                                          |
| 2014年   |                                                                                                | |                                                                                  |                                                                             |
| 1月8日   | 黒子のバスケ Duet SERIES Vol.7 火神大我&青峰大輝                                               | 火神大我（小野友樹）、青峰大輝（諏訪部順一） | 「ULTIMATE ZONE」 「Exciting Communication」 「ULTIMATE ZONE -Aomine Off Ver.-」 | テレビアニメ『黒子のバスケ』関連曲                                          |
| 1月29日  | 黒子のバスケ 2nd SEASON Vol.1 Blu-ray SPECIAL CD feat .黒子テツヤ                              | 火神大我（小野友樹）、黒子テツヤ（小野賢章） | 「セイシュンTIP-OFF!!〜MVP影&光ver. side黒子」                                   | テレビアニメ『黒子のバスケ』関連曲                                          |
| 1月29日  | マイナスエイト キャラクターソング＋ドラマ                                                      | 倉持青葉（KENN）、宇多野准（小野友樹） | 「NO FUTURE,NO LIFE?」                                                           | ゲーム『マイナスエイト』関連曲                                              |
| 2月21日  | 黒子のバスケ 2nd SEASON Vol.1 Blu-ray SPECIAL CD feat .火神大我                                | 火神大我（小野友樹）、黒子テツヤ（小野賢章） | 「セイシュンTIP-OFF!!〜MVP影&光ver. side火神」                                   | レビアニメ『黒子のバスケ』関連曲                                            |
| 3月19日  | EXIT TUNES PRESENTS ACTORS                                                                     | 円城寺三毛（小野友樹）、秋月甲斐（江口拓也） | 「吉原ラメント」 「いーあるふぁんくらぶ」                                        | キャラクターCD『ACTORS』関連曲                                              |
| 4月23日  | TVアニメ『ハマトラ』 キャラクターファイルシリーズ file-04 モラル                               | モラル（小野友樹） | 「INNOCENT WORLD」 「落月」                                                      | テレビアニメ『ハマトラ』関連曲                                              |
| 6月18日  | SOLO MINI ALBUM Vol.2 黄瀬涼太 -Never Copy Myself-                                             | 黄瀬涼太（木村良平） feat.火神大我（小野友樹） | 「全人未到 SPARK」                                                               | テレビアニメ『黒子のバスケ』関連曲                                          |
| 8月2日   | SOLO MINI ALBUM Vol.4 火神大我                                                                 | 火神大我（小野友樹） | 「On the Street」 「仲間のために」 「栄光までのラン&ガン（Remix）」              | テレビアニメ『黒子のバスケ』関連曲                                          |
| 8月2日   | SOLO MINI ALBUM Vol.4 火神大我                                                                 | 火神大我（小野友樹） feat.黒子テツヤ（小野賢章）、青峰大輝（諏訪部順一） | 「Breaking through!!」                                                           | テレビアニメ『黒子のバスケ』関連曲                                          |
| 8月2日   | SOLO MINI ALBUM Vol.4 火神大我                                                                 | 火神大我（小野友樹） feat.伊月俊（野島裕史）、木吉鉄平（浜田賢二） | 「絶好調トレーニング☆」                                                          | テレビアニメ『黒子のバスケ』関連曲                                          |
| 9月17日  | 剣が君 キャラクターソング 天之章「九十九丸・螢」                                               | 九十九丸（小野友樹） | 「鴉羽の彩」                                                                     | ゲーム『剣が君』関連曲                                                      |
| 10月1日  | ACTORS - Extra Edition 1 -feat.三毛、甲斐、千熊                                                | 円城寺三毛（小野友樹） | 「初音ミクの消失」                                                               | キャラクターCD『ACTORS』関連曲                                              |
| 10月29日 | 月刊少女野崎くん Vol.2 Blu-ray 特典CD                                                          | 堀政行（小野友樹） | 「PRINCE HUNTER」                                                                | テレビアニメ『月刊少女野崎くん』関連曲                                      |
| 2015年   |                                                                                                | |                                                                                  |                                                                             |
| 1月21日  | 鼓動                                                                                           | 九十九丸（小野友樹）、螢（KENN） | 「鼓動」                                                                         | ゲーム『剣が君 for V』オープニングテーマ                                    |
| 1月28日  | FINAL VICTORY                                                                                  | 青道高校野球部 | 「FINAL VICTORY」                                                                | テレビアニメ『ダイヤのA』エンディングテーマ                                 |
| 2月11日  | ダイヤのA キャラクターソングシリーズ Vol.8 伊佐敷純                                            | 伊佐敷純（小野友樹） | 「FIGHTING SPIRIT」                                                              | テレビアニメ『ダイヤのA』関連曲                                             |
| 2月20日  | ALIVE その1 Side.S                                                                             | 大原空（豊永利行）、在原守人（小野友樹） | 「どうせなら今から風になってみよう」 「終わらない虹」 「花咲く丘で」             | キャラクターCD『ALIVE』関連曲                                               |
| 2月25日  | カレイドイヴ キャラクターイメージソングアルバム                                                | 五十嵐馨（小野友樹） | 「Reach for the Star」                                                           | ゲーム『カレイドイヴ』関連曲                                                |
| 2月25日  | カレイドイヴ キャラクターイメージソングアルバム                                                | 五十嵐馨（小野友樹）、鷹宮大地（下野紘）、月島紘一郎（平川大輔）、村瀬洋（江口拓也）、真柴拓海（鳥海浩輔） | 「COLOR PALETTE!」                                                               | ゲーム『カレイドイヴ』関連曲                                                |
| 2月25日  | 黒子のバスケ Duet SERIES Vol.10 火神大我＆氷室辰也                                             | 火神大我（小野友樹）、氷室辰也（谷山紀章） | 「RIVAL & BROTHER」 「Blue Sky Memories」 「RIVAL & BROTHER -Himuro Off Ver.-」  | テレビアニメ『黒子のバスケ』関連曲                                          |
| 3月4日   | ACTORS - Deluxe Duet Edition -                                                                 | 秋月甲斐（江口拓也）、円城寺三毛（小野友樹） | 「チェックメイト」                                                               | キャラクターCD『ACTORS』関連曲                                              |
| 3月18日  | EXIT TUNES PRESENTS ACTORS3 限定盤                                                             | 円城寺三毛（小野友樹）、秋月甲斐（江口拓也）、丸目千熊（木村昴）、鑑香水月（野島健児）、臼杵鷲帆（竹内良太） | 「千本桜」                                                                       | キャラクターCD『ACTORS』関連曲                                              |
| 5月20日  | 忍び、恋うつつ 百歌繚乱 巻の弐                                                                 | 由利鎌清（小野友樹） | 「貴方のいる景色」                                                               | ゲーム『忍び、恋うつつ』関連曲                                              |
| 5月27日  | EMOTIONAL POSSESSION                                                                           | 音成奏（前野智昭）、静間草太（斉藤壮馬）、橙山光介（増田俊樹）、青葉大河（石川界人）、蘇明杰（小野友樹）、桃井優一郎（岡本信彦） | 「Purely Sunshine」                                                              | ゲーム『POSSESSION MAGENTA』オープニングテーマ                              |
| 5月29日  | ALIVE その2 Side.S                                                                             | 大原空（豊永利行）、在原守人（小野友樹） | 「雨上がりのUFO」 「Summer Session」 「いつかの夏祭り」                          | キャラクターCD『ALIVE』シリーズ関連曲                                       |
| 6月24日  | デュラララ!!×２ 承 5 完全生産限定版特典 「カバーソングコレクションCD」                         | 六条千景（小野友樹） | 「あゝ無情」                                                                     | テレビアニメ『デュラララ!!』関連カバー曲                                    |
| 7月8日   | 黒子のバスケ Duet SERIES Vol.12 黒子テツヤ＆火神大我                                           | 黒子テツヤ（小野賢章）、火神大我（小野友樹） | 「Make Us Dream」 「そしてこれから、何度でも」                                   | テレビアニメ『黒子のバスケ』関連曲                                          |
| 8月12日  | ダイヤのA キャラクターソングコレクション“RIVAL”                                                | 伊佐敷純（小野友樹） | 「FIGHTING SPIRIT」                                                              | テレビアニメ『ダイヤのA』関連曲                                             |
| 8月12日  | ダイヤのA キャラクターソングコレクション“RIVAL”                                                | 青道高校野球部 | 「FINAL VICTORY」                                                                | テレビアニメ『ダイヤのA』関連曲                                             |
| 8月28日  | ALIVE その3 Side：S                                                                            | SOARA | 「マクガフィン」                                                                 | キャラクターCD『ALIVE』シリーズ関連曲                                       |
| 8月28日  | ALIVE その3 Side：S                                                                            | 大原空（豊永利行）、在原守人（小野友樹） | 「遠雷」 「さよなら並木道」                                                      | キャラクターCD『ALIVE』シリーズ関連曲                                       |
| 9月18日  | 絶対迷宮 秘密のおやゆび姫 キャラクターソングCD Vol.3 狩人・リューン                            | リューン（小野友樹） | 「風つむぎの歌」                                                                 | ゲーム『絶対迷宮 秘密のおやゆび姫』関連曲                                   |
| 9月23日  | 終焉-Re:act-                                                                                   | D介（小野友樹） | 「四丁目の秘密屋さん」                                                           | 『終焉ノ栞プロジェクト』関連曲                                              |
| 9月25日  | キャラクターCD「SERVAMP-サーヴァンプ-」Vol.4／鉄＆ヒュー                                       | 千駄ヶ谷鉄（小野友樹）、ヒュー・ザ・ダーク・アルジャーノンIII世（村瀬歩） | 「証」                                                                           | テレビアニメ『SERVAMP-サーヴァンプ-』関連曲                                 |
| 9月25日  | キャラクターCD「SERVAMP-サーヴァンプ-」Vol.4／鉄＆ヒュー                                       | 千駄ヶ谷鉄（小野友樹） | 「証 〜鉄ソロver.〜」                                                            | テレビアニメ『SERVAMP-サーヴァンプ-』関連曲                                 |
| 10月9日  | SOLO MINI ALBUM Vol.6 紫原敦                                                                   | 紫原敦（鈴村健一） feat.火神大我（小野友樹）、氷室辰也（谷山紀章） | 「Prime Position」                                                               | テレビアニメ『黒子のバスケ』関連曲                                          |
| 10月28日 | あんさんぶるスターズ！ ユニットソングCD Vol.1 UNDEAD                                           | UNDEAD | 「Melody in the Dark」 「ハニーミルクはお好みで」                                | ゲーム『あんさんぶるスターズ！』関連曲                                      |
| 10月28日 | 剣が君 for V 二重唱 日輪之章「九十九丸・螢」                                                   | 九十九丸（小野友樹）、螢（KENN） | 「真愛」                                                                         | ゲーム『剣が君 for V』関連曲                                                |
| 10月28日 | 剣が君 for V 二重唱 日輪之章「九十九丸・螢」                                                   | 九十九丸（小野友樹） | 「真愛」〜九十九丸〜                                                             | ゲーム『剣が君 for V』関連曲                                                |
| 10月28日 | ボーイフレンド（仮） キャラクターCDシリーズ vanitas                                            | vanitas | 「モノグラム」                                                                   | ゲーム『ボーイフレンド（仮）』関連曲                                        |
| 10月28日 | ボーイフレンド（仮） キャラクターCDシリーズ vanitas                                            | 新海凛十（小野友樹）、音琴嵐（森久保祥太郎）、渡世千里（島﨑信長） | 「Sentinel」                                                                     | ゲーム『ボーイフレンド（仮）』関連曲                                        |
| 11月27日 | ALIVE その4 Side：S                                                                            | 大原空（豊永利行）、在原守人（小野友樹）、神楽坂宗司（古川慎） | 「旅立ちのエール」                                                               | キャラクターCD『ALIVE』シリーズ関連曲                                       |
| 11月27日 | ALIVE その4 Side：S                                                                            | SOARA | 「さまよい星」 「S.O.A.R.A」                                                     | キャラクターCD『ALIVE』シリーズ関連曲                                       |
| 12月2日  | EXIT TUNES PRESENTS ACTORS4                                                                    | 円城寺三毛（小野友樹） | 「KiLLER LADY」                                                                  | キャラクターCD『ACTORS』関連曲                                              |
| 12月25日 | 『壁ドン！SONG♪』シリーズ5th「そのカレ、楠原星」                                               | 楠原星（小野友樹） | 「My muse -壁ドン！Version-」 「My muse -オリジナルVersion-」                    | ドラマCD『壁ドン！SONG♪』関連曲                                             |
| 2016年   |                                                                                                | |                                                                                  |                                                                             |
| 2月10日  | Be My Steady                                                                                   | ギャラクシー・スタンダード | 「Be My Steady」                                                                 | テレビアニメ『プリンス・オブ・ストライド オルタナティブ］エンディングテーマ |
| 2月10日  | Be My Steady                                                                                   | ギャラクシー・スタンダード | 「RUSH」                                                                         | ゲーム『プリンス・オブ・ストライド』挿入歌                                  |
| 2月10日  | Be My Steady                                                                                   | ギャラクシー・スタンダード | 「You're My Courage」                                                            | ゲーム『プリンス・オブ・ストライド』エンディングテーマ                      |
| 2月10日  | 幻影異聞録#FE ボーカルコレクション                                                             | 赤城斗馬（小野友樹） | 「ジャンプ！ 凰牙!!!」                                                           | ゲーム『幻影異聞録♯FE』関連曲                                               |
| 2月10日  | 幻影異聞録#FE ボーカルコレクション                                                             | 蒼井樹&FORTUNA ALL STARS | 「ファイアーエムブレム〜光の戯曲〜」 「Smile Smile」                             | ゲーム『幻影異聞録♯FE』関連曲                                               |
| 3月16日  | ACTORS -Extra Edition- BEST                                                                    | 円城寺三毛（小野友樹） | 「初音ミクの消失」                                                               | キャラクターCD『ACTORS』関連曲                                              |
| 3月23日  | soleil                                                                                         | 天上天下 | 「花蝶風月」 「十六夜の空」                                                      | ゲーム『アイ★チュウ』関連曲                                                 |
| 3月23日  | 夢色キャスト Vocal Collection 〜WELCOME TO THE SHOW!!〜                                        | 朝日奈響也（逢坂良太）、藤村伊織（花江夏樹）、橘蒼星（豊永利行）、桜木陽向（上村祐翔）、新堂カイト（林勇）、雨宮仁（小野友樹）、城ヶ崎昴（畠中祐） | 「CALL HEAVEN!!」                                                                | ゲーム『夢色キャスト』関連曲                                                |
| 3月23日  | 夢色キャスト Vocal Collection 〜WELCOME TO THE SHOW!!〜                                        | 橘蒼星（豊永利行）、桜木陽向（上村祐翔）、雨宮仁（小野友樹） | 「PERSONA+MYSTERY」                                                              | ゲーム『夢色キャスト』関連曲                                                |
| 3月23日  | 夢色キャスト Vocal Collection 〜WELCOME TO THE SHOW!!〜                                        | 雨宮仁（小野友樹）、藤村伊織（花江夏樹）、新堂カイト（林勇） | 「SECOND INNOCENCE」                                                             | ゲーム『夢色キャスト』関連曲                                                |
| 3月23日  | 夢色キャスト Vocal Collection 〜WELCOME TO THE SHOW!!〜                                        | 桜木陽向（上村祐翔）、朝日奈響也（逢坂良太）、雨宮仁（小野友樹） | 「空から始まるSTORY」                                                            | ゲーム『夢色キャスト』関連曲                                                |
| 4月6日   | 『POSSESSION MAGENTA』キャラクターCD Vol.3 明杰＆優一郎                                        | 蘇明杰（小野友樹） | 「Precious Mind」 「Purely Sunshine -Minjye solo ver.-」                         | ゲーム『POSSESSION MAGENTA』関連曲                                          |
| 4月22日  | ALIVE SOARA 花鳥風月「花」編                                                                   | SOARA | 「アイノハナ」                                                                   | キャラクターCD『ALIVE』シリーズ関連曲                                       |
| 5月11日  | ボーイフレンド（仮） キャラクターCDシリーズ vanitas「LIMITEND」                                | 新海凛十（小野友樹） | 「月の雨」                                                                       | ゲーム『ボーイフレンド（仮）』関連曲                                        |
| 5月11日  | ボーイフレンド（仮） キャラクターCDシリーズ vanitas「LIMITEND」                                | vanitas | 「モノグラム」                                                                   | ゲーム『ボーイフレンド（仮）』関連曲                                        |
| 5月11日  | ボーイフレンド（仮） キャラクターCDシリーズ vanitas「LIMITEND」                                | 新海凛十（小野友樹）、音琴嵐（森久保祥太郎）、渡世千里（島﨑信長） | 「Sentinel」                                                                     | ゲーム『ボーイフレンド（仮）』関連曲                                        |
| 5月18日  | キミにマジきゅんっ！                                                                           | ArtiSTARs | 「キミにマジきゅんっ！」 「Magical Flower」                                      | ゲーム『マジきゅんっ！ルネッサンス』テーマソング                            |
| 6月24日  | ALIVE SOARA 花鳥風月「鳥」編                                                                   | SOARA | 「LAPIS BLUE」                                                                   | キャラクターCD『ALIVE』シリーズ関連曲                                       |
| 7月27日  | 露西亜寿司おんらいんしょっぷ「承転結」全巻購入特典 「カバーソングコレクションCD ミニアルバム」 | 六条千景（小野友樹） | 「シングルベッド」                                                               | テレビアニメ『デュラララ!!』関連カバー曲                                    |
| 8月6日   | スタパレディオ公開収録限定非売品CD                                                             | stirRhythm | 「brilliant edge」 「Starry Palette」                                            | ゲーム『スターリィパレット』関連曲                                          |
| 8月17日  | LIMIT BREAKERS                                                                                 | BREAKERS | 「LIMIT BREAKERS」                                                               | テレビアニメ『チア男子!!』エンディングテーマ                                |
| 9月16日  | ALIVE SOARA 花鳥風月「風」編                                                                   | SOARA | 「そよかぜの唄」                                                                 | キャラクターCD『ALIVE』シリーズ関連曲                                       |
| 9月21日  | マジきゅんっ！ルネッサンス きゃにめ限定特典CD 「Magical Flower (Character solo ver.)」         | 帯刀凛太郎（小野友樹） | 「Magical Flower (帯刀 凛太郎ver.)」                                             | ゲーム『マジきゅんっ！ルネッサンス』関連曲                                  |
| 9月28日  | あんさんぶるスターズ！ ユニットソングCD 2nd Vol.1 UNDEAD                                       | UNDEAD | 「DESTRUCTION ROAD」 「Darkness 4」                                              | ゲーム『あんさんぶるスターズ！』関連曲                                      |
| 10月12日 | SERVAMP-サーヴァンプ- キャラクターソングミニアルバム                                           | 千駄ヶ谷鉄（小野友樹）、ヒュー・ザ・ダーク・アルジャーノンIII世（村瀬歩） | 「おいでませ！ここは愉快な温泉郷」                                               | テレビアニメ『SERVAMP-サーヴァンプ-』関連曲                                 |
| 10月26日 | マジきゅんっ！No.1☆                                                                            | ArtiSTARs | 「マジきゅんっ！No.1☆」                                                          | テレビアニメ『マジきゅんっ！ルネッサンス』オープニングテーマ                |
| 10月26日 | マジきゅんっ！No.1☆                                                                            | ArtiSTARs | 「Give you! Smile♡」                                                             | テレビアニメ『マジきゅんっ！ルネッサンス』関連曲                            |
| 10月26日 | Please kiss my heart                                                                           | ArtiSTARs | 「Please kiss my heart」                                                         | テレビアニメ『マジきゅんっ！ルネッサンス』エンディングテーマ                |
| 10月26日 | Please kiss my heart                                                                           | ArtiSTARs | 「誰よりもI love you」                                                           | テレビアニメ『マジきゅんっ！ルネッサンス』関連曲                            |
| 10月26日 | 夢色キャスト Birthday Collection                                                               | 雨宮仁（小野友樹） | 「心の鎖を解かれたら」                                                           | ゲーム『夢色キャスト』関連曲                                                |
| 11月16日 | TVアニメ『チア男子!!』キャラクターソングミニアルバム                                           | 徳川翔（小野友樹） | 「Again」                                                                        | テレビアニメ『チア男子!!』関連曲                                            |
| 11月23日 | The Dragon Knights 〜GRANBLUE FANTASY〜                                                        | ランスロット（小野友樹）、ヴェイン（江口拓也）、パーシヴァル（逢坂良太）、ジークフリート（井上和彦） | 「The Dragon Knights」                                                           | ゲーム『グランブルーファンタジー』関連曲                                    |
| 11月23日 | Prince×Prince                                                                                  | From4to7 | 「Prince×Prince」                                                                | テレビアニメ『私がモテてどうすんだ』オープニングテーマ                      |
| 11月23日 | Prince×Prince                                                                                  | 五十嵐祐輔（小野友樹）、七島希（河本啓佑） | 「ノンストップ☆らぶモーション」                                                  | テレビアニメ『私がモテてどうすんだ』関連曲                                  |
| 11月25日 | ALIVE SOARA 花鳥風月「月」編                                                                   | SOARA | 「三日月ファンタジー」                                                           | キャラクターCD『ALIVE』関連曲                                               |
| 11月25日 | チア男子!! 第3巻特装限定版特典 SPECIAL CD                                                      | 徳川翔（小野友樹）、溝口渉（杉田智和）、遠野浩司（林勇） | 「PRICELESS DAYS」                                                               | テレビアニメ『チア男子!!』関連曲                                            |
| 11月30日 | 夢色キャスト Vocal Collection 2 〜DEPARTURE TO THE NEW WORLD〜                                 | 雨宮仁（小野友樹）、城ヶ崎昴（畠中祐） | 「Holy melody night」                                                            | ゲーム『夢色キャスト』関連曲                                                |
| 11月30日 | 夢色キャスト Vocal Collection 2 〜DEPARTURE TO THE NEW WORLD〜                                 | 朝日奈響也（逢坂良太）、藤村伊織（花江夏樹）、橘蒼星（豊永利行）、桜木陽向（上村祐翔）、新堂カイト（林勇）、雨宮仁（小野友樹）、城ヶ崎昴（畠中祐） | 「Sunshine world tour」                                                          | ゲーム『夢色キャスト』関連曲                                                |
| 11月30日 | 夢色キャスト Vocal Collection 2 〜DEPARTURE TO THE NEW WORLD〜                                 | 雨宮仁（小野友樹） | 「薔薇と恋と勝利と罠と」                                                         | ゲーム『夢色キャスト』関連曲                                                |
| 12月14日 | TVアニメ『マジきゅんっ！ルネッサンス』Solo-Kyun!Songs vol.6 帯刀凛太郎                         | 帯刀凛太郎（小野友樹） | 「Sweets à la mode♪」                                                            | テレビアニメ『マジきゅんっ！ルネッサンス』挿入歌                            |
| 12月14日 | TVアニメ『マジきゅんっ！ルネッサンス』Solo-Kyun!Songs vol.6 帯刀凛太郎                         | 帯刀凛太郎（小野友樹） | 「青春LOVE!!」                                                                   | テレビアニメ『マジきゅんっ！ルネッサンス』関連曲                            |
| 12月14日 | きゃにめ限定 連動購入特典CD 「Please kiss my heart (Character Solo Ver.)」                     | 帯刀凛太郎（小野友樹） | 「Please kiss my heart (帯刀 凛太郎ver.)」                                       | テレビアニメ『マジきゅんっ！ルネッサンス』関連曲                            |
| 2017年   |                                                                                                | |                                                                                  |                                                                             |
| 1月      | チアボーイ！シリーズ全巻購入特典CD                                                             | 佐久間太陽（小野友樹） | 「チアボーイ！〜キミに贈るエール〜」                                             | ドラマCD『チアボーイ！』関連曲                                              |
| 1月11日  | TVアニメ『マジきゅんっ！ルネッサンス』Original Sound Track Music-kyun♪Memories                 | ArtiSTARs | 「Art Session!!!!!!!」 「Dear my special」                                       | テレビアニメ『マジきゅんっ！ルネッサンス』関連曲                            |
| 3月15日  | Magic-kyun!SHOW-TIME!!CD 『6人の王子と眠り姫』                                                 | ArtiSTARs | 「Sleeping Beauty」                                                              | テレビアニメ『マジきゅんっ！ルネッサンス』関連曲                            |
| 3月15日  | きゃにめ限定 連動購入特典CD 「Sleeping Beauty（Character Solo Ver.)」                          | 帯刀凛太郎（小野友樹） | 「Sleeping Beauty (帯刀 凛太郎ver.)」                                            | テレビアニメ『マジきゅんっ！ルネッサンス』関連曲                            |
| 3月22日  | SERVAMP-サーヴァンプ- ソロキャラクターソングミニアルバムVol.2                                  | 千駄ヶ谷鉄（小野友樹） | 「真逆なPOWER」                                                                  | テレビアニメ『SERVAMP-サーヴァンプ-』関連曲                                 |
| 3月22日  | glace                                                                                          | 天上天下 | 「誇り高く有るために」                                                           | ゲーム『アイ★チュウ』関連曲                                                 |
| 3月24日  | ALIVE SOARA ユニットソング「Wonder Wand」                                                      | SOARA | 「Wonder Wand」                                                                  | キャラクターCD『ALIVE』シリーズ関連曲                                       |
| 4月28日  | ALIVE X Lied vol.2 守人&剣介                                                                   | 在原守人（小野友樹） | 「ゆらら」                                                                       | キャラクターCD『ALIVE』シリーズ関連曲                                       |
| 6月21日  | アイ★チュウ 〜シャッフルユニットミニアルバム〜                                                 | Grandmaster | 「刹那のマシェリ」                                                               | ゲーム『アイ★チュウ』関連曲                                                 |
| 6月21日  | マジきゅんっ! ルネッサンス アニメイト全巻購入特典 オリジナル楽曲CD 「恋影」                    | ArtiSTARs | 「恋影」                                                                         | テレビアニメ『マジきゅんっ！ルネッサンス』関連曲                            |
| 7月12日  | 夢色キャスト Vocal Collection 3 〜A Chance to Make Progress〜                                  | 朝日奈響也（逢坂良太）、藤村伊織（花江夏樹）、橘蒼星（豊永利行）、桜木陽向（上村祐翔）、新堂カイト（林勇）、雨宮仁（小野友樹）、城ヶ崎昴（畠中祐） | 「NEVER END STORIES」                                                            | ゲーム『夢色キャスト』関連曲                                                |
| 7月12日  | 夢色キャスト Vocal Collection 3 〜A Chance to Make Progress〜                                  | 桜木陽向（上村祐翔）、新堂カイト（林勇）、雨宮仁（小野友樹） | 「人々よ彼方への道よ」                                                           | ゲーム『夢色キャスト』関連曲                                                |
| 7月12日  | 夢色キャスト Vocal Collection 3 〜A Chance to Make Progress〜                                  | 朝日奈響也（逢坂良太）、雨宮仁（小野友樹） | 「陽は昇る誰の為にか」                                                           | ゲーム『夢色キャスト』関連曲                                                |
| 7月26日  | 言祝ノ花                                                                                       | 高杉晋作（KENN）、森蘭丸（蒼井翔太）、夏目漱石（小野賢章）、聖徳太子（松岡禎丞）、徳川綱吉（小野友樹） | 「言祝ノ花」                                                                     | ゲーム『茜さすセカイでキミと詠う』主題歌                                    |
| 10月4日  | あんさんぶるスターズ！ ユニットソングCD 3rd Vol.05 2wink                                       | 2wink［葵ひなた&葵ゆうた（斉藤壮馬）］ with UNDEAD | 「TRICK with TREAT!!」                                                           | ゲーム『あんさんぶるスターズ！』関連曲                                      |
| 10月4日  | あんさんぶるスターズ！ ユニットソングCD 3rd Vol.06 UNDEAD                                      | UNDEAD | 「Gate of the Abyss」 「Break the Prison」                                       | ゲーム『あんさんぶるスターズ！』関連曲                                      |
| 10月4日  | あんさんぶるスターズ！ ユニットソングCD 3rd Vol.06 UNDEAD                                      | デッドマンズ | 「Death Game Holic」                                                             | ゲーム『あんさんぶるスターズ！』関連曲                                      |
| 10月13日 | エリアル -ALIEL-                                                                               | SOARA | 「エリアル -ALIEL-」                                                             | テレビアニメ『TSUKIPRO THE ANIMATION』主題歌                                |
| 11月29日 | 夢色キャスト 聖夜のラブレター Song Collection 〜最後のロンリークリスマス〜                     | 雨宮仁（小野友樹） | 「最後のロンリー・クリスマス」                                                   | ゲーム『夢色キャスト』関連曲                                                |
| 11月29日 | ハイリゲンシュタットの歌 オリジナルサウンドトラック                                            | ハルト（小野友樹） | 「君への歌 fromハルト」                                                          | ゲーム『ハイリゲンシュタットの歌』関連曲                                    |
| 12月20日 | ACTORS - Songs Collection 2 -                                                                  | 円城寺三毛（小野友樹） | 「チェリーハント」                                                               | キャラクターCD『ACTORS』関連曲                                              |
| 12月22日 | TSUKIPRO THE ANIMATION BD・DVD第1巻特典CD                                                      | SOARA | 「FRIEND」                                                                       | テレビアニメ『TSUKIPRO THE ANIMATION』エンディングテーマ                    |
| 12月22日 | OVER THE SKY 〜GRANBLUE FANTASY〜                                                              | グラン（小野友樹）、ジータ（金元寿子）、ルリア（東山奈央）、ビィ（釘宮理恵） | 「OVER THE SKY」                                                                 | ゲーム『グランブルーファンタジー』関連曲                                    |
| 12月22日 | OVER THE SKY 〜GRANBLUE FANTASY〜                                                              | グラン（小野友樹）、ルリア（東山奈央） | 「OVER THE SKY」                                                                 | ゲーム『グランブルーファンタジー』関連曲                                    |
| 12月27日 | Corpse†Heart 6th Night アロン                                                                  | アロン（小野友樹） | 「Tattoo (ミュージカルVer.)」 「T or F (アンデッドVer.)」                        | ドラマCD『Corpse†Heart』関連曲                                              |
| 2018年   |                                                                                                | |                                                                                  |                                                                             |
| 1月24日  | ボーイフレンド（仮）プロジェクト ミュージックアルバム 藤城学園 #02                             | vanitas | 「Terminus」                                                                     | ゲーム『ボーイフレンド（仮）きらめき☆ノート』関連曲                         |
| 1月24日  | 宇宙戦隊キュウレンジャー オールスター全曲集                                                    | テンビンゴールド / バランス（小野友樹）、ヘビツカイシルバー / ナーガ・レイ（山崎大輝） | 「AGEPOYO☆DANCE!!」                                                              | テレビドラマ『宇宙戦隊キュウレンジャー』挿入歌                              |
| 2月23日  | TSUKIPRO THE ANIMATION BD・DVD第3巻特典CD                                                      | SOARA | 「スタートライン 〜Boys, Be Mighty〜」                                           | テレビアニメ『TSUKIPRO THE ANIMATION』エンディングテーマ                    |
| 3月8日   | フォリラ/fes.CINDERELLA                                                                        | forttê | 「フォリラ」 「fes.CINDERELLA」                                                  | ゲーム『フォルティッシモ』主題歌                                            |
| 3月21日  | 剣が君 百夜綴り キャラクターソング 風花の章「九十九丸・鈴懸」                                  | 九十九丸（小野友樹） | 「ひとり、一夜」                                                                 | ゲーム『剣が君 百夜綴り』関連曲                                             |
| 3月28日  | 続『刀剣乱舞-花丸-』歌詠集 其の十一                                                            | 大和守安定（市来光弘）、加州清光（増田俊樹）、信濃藤四郎（小林裕介）、包丁藤四郎（宮田幸季）、物吉貞宗（小野賢章）、亀甲貞宗（山中真尋）、千子村正（諏訪部順一）、大包平（小野友樹）                                                                     | 「花丸印の日のもとで ver.11」                                                    | テレビアニメ『続 刀剣乱舞-花丸-』オープニングテーマ                         |
| 4月4日   | fleur                                                                                          | 天上天下 | 「世直し忍者」                                                                   | ゲーム『アイ★チュウ』関連曲                                                 |
| 4月27日  | TSUKIPRO THE ANIMATION BD・DVD第5巻特典CD                                                      | SOARA | 「未来への贈り物」                                                               | テレビアニメ『TSUKIPRO THE ANIMATION』エンディングテーマ                    |
| 5月25日  | ALIVE SOARA RE:START シリーズ1                                                                 | 大原空（豊永利行）、在原守人（小野友樹） | 「新世界」                                                                       | キャラクターCD『ALIVE』関連曲                                               |
| 6月15日  | TSUKIPRO THE ANIMATION BD・DVD第7巻特典CD                                                      | SOARA、Growth、SolidS、QUELL | 「Dear Dreamer,」                                                                | テレビアニメ『TSUKIPRO THE ANIMATION』エンディングテーマ                    |
| 7月20日  | Re←START                                                                                       | stirRhythm | 「Re←START」                                                                     | ゲーム『スターリィパレット』関連曲                                          |
| 8月15日  | Touch You                                                                                      | 私立モリモーリ学園 性春♡男子s | 「Touch You」                                                                    | OVA『ヤリチン☆ビッチ部』主題歌                                              |
| 8月15日  | Touch You                                                                                      | 田村唯（小野友樹） | 「Touch You」                                                                    | OVA『ヤリチン☆ビッチ部』関連曲                                              |
| 8月20日  | 尋常に、凛として                                                                               | stirRhythm | 「尋常に、凛として」                                                             | ゲーム『スターリィパレット』関連曲                                          |
| 8月29日  | あんさんぶるスターズ！アルバムシリーズ UNDEAD                                                  | UNDEAD | 「Valentine Eve's Nightmare」                                                    | ゲーム『あんさんぶるスターズ！』関連曲                                      |
| 8月29日  | あんさんぶるスターズ！アルバムシリーズ UNDEAD                                                  | 大神晃牙（小野友樹） | 「RIOT WOLF」                                                                    | ゲーム『あんさんぶるスターズ！』関連曲                                      |
| 9月5日   | Own The Night〜イケメンライブ 恋の歌をキミに イケラブ 1st ALBUM〜                              | 朱真遥音（KENN）、銀波律（蒼井翔太）、東雲詠介（谷山紀章）、蘇芳楽（梶裕貴）、眞白奏（深町寿成）、千草響一郎（伊東健人）、天宮アンリ（大河元気）、藍墨晃揮（近藤隆）、藤代旋（黒田崇矢）、銀波弓弦（植田圭輔）、椿麻琴（小野友樹）、木蘭宗詩（市川太一） | 「最愛PHRASE」                                                                   | ゲーム『イケメンライブ 恋の歌をキミに』主題歌                               |
| 9月26日  | Noble Bullet 05 オスマングループ                                                               | アリ・パシャ（小野友樹） | 「反逆の華〜Black Rebellion〜」                                                  | ゲーム『千銃士』関連曲                                                      |
| 9月28日  | ALIVE SOARA RE:START シリーズ3                                                                 | SOARA | 「LIFE IS AMAZING」                                                              | キャラクターCD『ALIVE』関連曲                                               |
| 10月24日 | -                                                                                              | 五十嵐一雪（榎木淳弥）、有墨昴（伊原辰）、浅田葉一（小野友樹） | 「a:piece」                                                                      | ゲーム『スターリィパレット』関連曲                                          |
| 10月26日 | Give me 5                                                                                      | stirRhythm | 「Give me 5」                                                                    | ゲーム『スターリィパレット』関連曲                                          |
| 11月7日  | ヤリチン☆ビッチ部 キャラクターソングシリーズ 「いちご味」                                      | 田村唯（小野友樹） | 「Instinct」                                                                     | OVA『ヤリチン☆ビッチ部』関連曲                                              |
| 11月10日 | U-R-G-E                                                                                        | 辻石海斗（増田俊樹）、紫藤董哉（木村昴）、浅田葉一（小野友樹） | 「U-R-G-E」                                                                      | ゲーム『スターリィパレット』関連曲                                          |
| 11月30日 | ALIVE SOARA RE:START シリーズ4                                                                 | 在原守人（小野友樹）、神楽坂宗司（古川慎） | 「panorama」                                                                     | キャラクターCD『ALIVE』関連曲                                               |
| 12月26日 | 抱かれたい男1位に脅されています。 BD・DVD第2巻特典CD                                           | 東谷准太（小野友樹）、西條高人（高橋広樹） | 「ちゅんたか！」                                                                 | テレビアニメ『抱かれたい男1位に脅されています。』エンディングテーマ         |
| 2019年   |                                                                                                | |                                                                                  |                                                                             |
| 1月30日  | 抱かれたい男1位に脅されています。 BD・DVD第3巻特典CD                                           | 東谷准太（小野友樹） | 「俺の名は 〜仮面が割れた〜」                                                    | テレビアニメ『抱かれたい男1位に脅されています。』関連曲                     |
| 2月26日  | 黒子のバスケ 2nd SEASON Blu-ray BOX 特典CD                                                     | 火神大我（小野友樹） | 「限界突破FIGHT!!」                                                              | テレビアニメ『黒子のバスケ』関連曲                                          |
| 3月17日  | -                                                                                              | 財前陽太郎（村瀬歩）、財前暁（小野友樹） | 「スーパーチャージマッハー」                                                     | ゲーム『SIX SICKS』関連曲                                                   |
| 3月13日  | -                                                                                              | stirRhythm | 「ホシノハナ」                                                                   | ゲーム『スターリィパレット』関連曲                                          |
| 3月20日  | アイ★チュウ BEST ALBUM アイ盤                                                                  | 天上天下 | 「今宵カフェーで逢ひましょう」                                                   | ゲーム『アイ★チュウ』関連曲                                                 |
| 3月20日  | 剣が君 百夜綴り 二重唱 彼岸の章「九十九丸・鈴懸」                                              | 九十九丸（小野友樹）、鈴懸（逢坂良太） | 「玉響」                                                                         | ゲーム『剣が君 百夜綴り』関連曲                                             |
| 3月20日  | 剣が君 百夜綴り 二重唱 彼岸の章「九十九丸・鈴懸」                                              | 九十九丸（小野友樹） | 「玉響」                                                                         | ゲーム『剣が君 百夜綴り』関連曲                                             |
| 3月27日  | 夢色キャスト Vocal Collection 4                                                                | 朝日奈響也（逢坂良太）、藤村伊織（花江夏樹）、橘蒼星（豊永利行）、桜木陽向（上村祐翔）、新堂カイト（林勇）、雨宮仁（小野友樹）、城ヶ崎昴（畠中祐） | 「悲劇の炎」                                                                     | ゲーム『夢色キャスト』関連曲                                                |
| 3月27日  | 夢色キャスト Vocal Collection 4                                                                | 雨宮仁（小野友樹） | 「LOVE CLEAR EVIDENCE」                                                          | ゲーム『夢色キャスト』関連曲                                                |
| 3月29日  | ALIVE SOARA RE:START シリーズ6                                                                 | SOARA | 「幸せのプロローグ」                                                             | 『ALIVE』関連曲                                                             |
| 4月24日  | We are VORPAL SWORDS!!                                                                         | 黒子テツヤ（小野賢章）、火神大我（小野友樹）、赤司征十郎（神谷浩史）、青峰大輝（諏訪部順一）、緑間真太郎（小野大輔）、黄瀬涼太（木村良平）、紫原敦（鈴村健一）                                                                                           | 「We are VORPAL SWORDS!!」                                                       | 劇場アニメ『劇場版 黒子のバスケ LAST GAME』関連曲                           |
| 4月24日  | We are VORPAL SWORDS!!                                                                         | 火神大我（小野友樹） | 「On the Street 〜Meteor Remix〜」                                               | 劇場アニメ『劇場版 黒子のバスケ LAST GAME』関連曲                           |
| 4月26日  | 絢爛ファンタジア                                                                               | 紅一天 | 「絢爛ファンタジア」 「花蓮狂詩曲」                                              | 『キラボシチューン』関連曲                                                  |
| 7月17日  | ACTORS 5th Anniversary Edition                                                                 | 円城寺三毛（小野友樹）、光司陽太（保志総一朗） | 「ロキ」                                                                         | 『ACTORS』関連曲                                                            |
| 7月22日  | -                                                                                              | カイル（小野友樹） | 「Raise」                                                                        | ゲーム『アルピエル』関連曲                                                  |
| 7月26日  | ALIVE「CARDS」シリーズ 1巻「CLUB」                                                             | SOARA | 「三つ葉のクローバー」 「ライバル」                                              | 『ALIVE』関連曲                                                             |
| 8月14日  | Stars' Ensemble!                                                                               | 夢ノ咲ドリームスターズ | 「Stars' Ensemble!」                                                             | テレビアニメ『あんさんぶるスターズ！』オープニングテーマ                    |
| 8月28日  | あんさんぶるスターズ！ EDテーマ集 vol.1                                                        | UNDEAD | 「IMMORAL WORLD」                                                                | テレビアニメ『あんさんぶるスターズ！』エンディングテーマ                    |
| 10月2日  | EXIT TUNES PRESENTS ACTORS7                                                                    | 円城寺三毛（小野友樹） | 「少女は夜と鮮やかに」                                                           | 『ACTORS』関連曲                                                            |
| 10月2日  | EXIT TUNES PRESENTS ACTORS7 通常盤                                                             | 円城寺三毛（小野友樹）、丸目千熊（木村昴）、秋月甲斐（江口拓也）、臼杵鷲帆（竹内良太） | 「神のまにまに」                                                                 | 『ACTORS』関連曲                                                            |
| 10月30日 | INAZUMA SHOCK                                                                                  | 考古学部 | 「INAZUMA SHOCK」                                                                | テレビアニメ『ACTORS -Songs Connection-』エンディングテーマ                 |
| 11月6日  | ラフラフ！-laugh life- 2nd Round                                                               | Ridiculs | 「Happy!? Life」                                                                 | 『ラフラフ！-laugh life-』関連曲                                            |
| 11月20日 | KING OF FIRE                                                                                   | K'（小野友樹）、マキシマ（小西克幸） | 「BLACK'」                                                                       | ゲーム『THE KING OF FIGHTERS for GIRLS』関連曲                              |
| 11月27日 | 異人たちの時間                                                                                 | クーファ＝ヴァンピール（小野友樹） | 「lesson L」                                                                     | テレビアニメ『アサシンズプライド』関連曲                                    |
| 12月18日 | ACTORS -Songs Connection- キャラクターソング Vol.7 円城寺三毛                                  | 円城寺三毛（小野友樹） | 「Berserk Style」                                                                | テレビアニメ『ACTORS -Songs Connection-』関連曲                             |
| 12月18日 | ACTORS -Songs Connection- キャラクターソング Vol.7 円城寺三毛                                  | 円城寺三毛（小野友樹） | 「吉原ラメント［リアレンジ］」                                                   | テレビアニメ『ACTORS -Songs Connection-』挿入歌                             |
| 2020年   |                                                                                                | |                                                                                  |                                                                             |
| 1月31日  | RGB-Trinity VS 紅一天                                                                          | 紅一天 | 「紅に染まる月」                                                                 | 『キラボシチューン』関連曲                                                  |
| 3月11日  | 移動手段はバイクです/カバンには鉄板です                                                        | DOKONJOFINGER | 「移動手段はバイクです」 「カバンには鉄板です」 「裏切りは無しです」             | テレビアニメ『SHOW BY ROCK!! ましゅまいれっしゅ!!』関連曲                   |
| 3月18日  | マジカル LOVE ポーション！                                                                     | アイチュウリーダーズ | 「マジカル LOVE ポーション！」                                                   | ゲーム『アイ★チュウ Étoile Stage』主題歌                                    |
| 5月13日  | 滑走手段はボブスレーです                                                                       | DOKONJOFINGER | 「滑走手段はボブスレーです」                                                     | テレビアニメ『SHOW BY ROCK!! ましゅまいれっしゅ!!』関連曲                   |
| 5月20日  | ACTORS-Singing Contest Edition-sideB                                                           | 円城寺三毛（小野友樹） | 「六兆年と一夜物語」                                                             | 『ACTORS』関連曲                                                            |
| 6月17日  | SHOW BY ROCK!! ましゅまいれっしゅ!! BD・DVD第4巻特典CD                                         | ジョウ（小野友樹） | 「Knock Knock Down!!!」                                                          | テレビアニメ『SHOW BY ROCK!! ましゅまいれっしゅ!!』関連曲                   |
| 8月26日  | BRAND NEW STARS!!                                                                              | ESオールスターズ | 「BRAND NEW STARS!!」                                                            | ゲーム『あんさんぶるスターズ!!』主題歌                                      |
| 8月26日  | BRAND NEW STARS!!                                                                              | ESオールスターズ | 「Walk with your smile」                                                         | ゲーム『あんさんぶるスターズ!!』関連曲                                      |
| 8月28日  | Dear Dreamer, ver.SOARA                                                                        | SOARA | 「Dear Dreamer,」                                                                | テレビアニメ『TSUKIPRO THE ANIMATION』関連曲                                |
| 11月25日 | アニメ「巨人族の花嫁」Blu-ray・DVD コミックフェスタ・アニメ公式ショップ限定特典主題歌CD        | カイウス・ラオ・ビステイル（小野友樹）、水樹晃一（伊東健人） | 「世界の中心で愛を叫んだものたち」                                               | テレビアニメ『巨人族の花嫁』主題歌                                          |
| 12月2日  | ラフラフ！-Laugh Life- Final Round                                                             | Geraxy、Ridiculs、Corner Craver | 「Laugh or Die」                                                                 | 『ラフラフ！-laugh life-』関連曲                                            |
| 12月23日 | OUVERTURE                                                                                      | 天上天下 | 「月光華」                                                                       | ゲーム『アイ★チュウ Étoile Stage』関連曲                                    |
| 12月23日 | OUVERTURE 初回限定盤                                                                           | アイチュウリーダーズ | 「マジカル LOVE ポーション！」                                                   | ゲーム『アイ★チュウ Étoile Stage』関連曲                                    |
| 2021年   |                                                                                                | |                                                                                  |                                                                             |
| 1月6日   | ACTORS – Deluxe Dream Edition –                                                                | 円城寺三毛（小野友樹）、丸目千熊（木村昴） | 「ブリキノダンス」                                                               | 『ACTORS』関連曲                                                            |
| 2月17日  | TVアニメ「SHOW BY ROCK!!STARS!!」挿入歌ミニアルバム Vol.1                                      | DOKONJOFINGER | 「OBENTO MAGNUM」                                                                | テレビアニメ『SHOW BY ROCK!! STARS!!』挿入歌                                |
| 2月24日  | あんさんぶるスターズ!! ESアイドルソング season1 UNDEAD                                         | UNDEAD | 「Nightless World」 「BRAND NEW STARS!!」                                        | ゲーム『あんさんぶるスターズ!!』関連曲                                      |
| 2月24日  | 一番星                                                                                         | アイチュウ | 「一番星の歌〜未来のレジェンド伝説〜」                                           | テレビアニメ『アイ★チュウ』オープニングテーマ                               |
| 2月24日  | 一番星                                                                                         | アイチュウリーダーズ | 「Rainbow☆Harmony」                                                              | テレビアニメ『アイ★チュウ』オープニングテーマ                               |
| 2月24日  | 一番星                                                                                         | アイチュウリーダーズ | 「Singing! Swinging!」                                                           | テレビアニメ『アイ★チュウ』エンディングテーマ                               |
| 3月4日   | -                                                                                              | FYA'M' | 「白日」                                                                         | 『アオペラ -aoppella!?-』関連曲                                             |
| 3月10日  | ヴォーカル集 アンジェリーク ルミナライズ Sparkle!                                              | サイラス（小野友樹） | 「通販」                                                                         | ゲーム『アンジェリーク ルミナライズ』関連曲                                 |
| 4月7日   | TVアニメ「SHOW BY ROCK!!STARS!!」挿入歌ミニアルバム Vol.2                                      | DOKONJOFINGER | 「メリケンサックに特攻です」                                                     | テレビアニメ『SHOW BY ROCK!! STARS!!』挿入歌                                |
| 4月21日  | SHOW BY ROCK!! BEST Vol.4                                                                      | DOKONJOFINGER | 「Red Numbers」 「鳴動」 「BORN BORN DANCE」                                     | ゲーム『SHOW BY ROCK!! Fes A Live』関連曲                                   |
| 5月21日  | アオペラ -aoppella!?-                                                                          | FYA'M' | 「Think About U」                                                                | 『アオペラ -aoppella!?-』関連曲                                             |
| 5月28日  | ALIVE「CARDS」シリーズ 3巻 SOARA「HEART」                                                      | SOARA | 「ハートライン」 「心気楼」                                                      | 『ALIVE』関連曲                                                             |
| 6月23日  | FUSIONIC STARS!!                                                                               | ESオールスターズ | 「FUSIONIC STARS!!」                                                             | ゲーム『あんさんぶるスターズ!!』関連曲                                      |
| 7月9日   | Gonna Be Alright                                                                               | SOARA | 「Gonna Be Alright」                                                             | テレビアニメ『TSUKIPRO THE ANIMATION 2』主題歌                              |
| 7月15日  | TikTokでバズり隊                                                                               | DOKONJOFINGER | 「TikTokでバズり隊」                                                             | ゲーム『SHOW BY ROCK!! Fes A Live』関連曲                                   |
| 7月22日  | -                                                                                              | FYA'M' | 「天体観測」                                                                     | 『アオペラ -aoppella!?-』関連曲                                             |
| 8月18日  | スケートリーディング☆スターズ キャラクターソングミニアルバム〈2〉                              | 氷室泰冴（小野友樹）、倉吉虎之助（竹田海渡） | 「ROAR」                                                                         | テレビアニメ『スケートリーディング☆スターズ』関連曲                         |
| 9月17日  | -                                                                                              | 滄海（小野友樹） | 「UNCHAINED 滄海ver」                                                            | ゲーム『NARAKA: BLADEPOINT』関連曲                                          |
| 9月22日  | めちゃめちゃカリスマ                                                                           | 七人のカリスマ | 「めちゃめちゃカリスマ」                                                         | 『カリスマ』関連曲                                                          |
| 9月24日  | アオペラ -aoppella!?-2                                                                         | FYA'M' | 「Come on up, Baby」                                                             | 『アオペラ -aoppella!?-』関連曲                                             |
| 11月1日  | カリスマ一週間                                                                                 | 七人のカリスマ | 「カリスマ一週間」                                                               | 『カリスマ』関連曲                                                          |
| 11月3日  | Knights of Chivalry 〜誓いのフェードラッヘ〜                                                   | ランスロット（小野友樹）、ヴェイン（江口拓也）、ジークフリート（井上和彦）、パーシヴァル（逢坂良太） | 「Knights of Chivalry 〜誓いのフェードラッヘ〜」 「キミとボクのミライ」          | ゲーム『グランブルーファンタジー』関連曲                                    |
| 11月26日 | TSUKIPRO THE ANIMATION2 BD・DVD第1巻特典CD                                                     | SOARA | 「LET IT BE」                                                                    | テレビアニメ『TSUKIPRO THE ANIMATION2』エンディングテーマ                   |
| 11月26日 | ALIVE Neo X Lied vol.2 守人&剣介                                                               | 在原守人（小野友樹）、八重樫剣介（山谷祥生） | 「Re:venger」                                                                    | 『ALIVE』関連曲                                                             |
| 12月9日  | あんさんぶるスターズ!! FUSION UNIT SERIES 05 UNDEAD × 紅月                                     | UNDEAD、紅月 | 「PERFECTLY-IMPERFECT」                                                          | ゲーム『あんさんぶるスターズ!!』関連曲                                      |
| 12月9日  | あんさんぶるスターズ!! FUSION UNIT SERIES 05 UNDEAD × 紅月                                     | UNDEAD | 「FUSIONIC STARS!!」                                                             | ゲーム『あんさんぶるスターズ!!』関連曲                                      |
| 12月14日 | おつカリスマ！忘年会                                                                           | 七人のカリスマ | 「おつカリスマ！忘年会」                                                         | 『カリスマ』関連曲                                                          |
| 2022年   |                                                                                                | |                                                                                  |                                                                             |
| 1月19日  | あんさんぶるスターズ!! ESアイドルソング season2 UNDEAD                                         | UNDEAD | 「FORBIDDEN RAIN」 「Savage Love Affair」                                        | ゲーム『あんさんぶるスターズ!!』関連曲                                      |
| 1月28日  | 信じるのは己です                                                                               | DOKONJOFINGER | 「信じるのは己です」                                                             | ゲーム『SHOW BY ROCK!! Fes A Live』関連曲                                   |
| 1月28日  | TSUKIPRO THE ANIMATION2 BD・DVD第3巻特典CD                                                     | 在原守人（小野友樹）、神楽坂宗司（古川慎）、八重樫剣介（山谷祥生）、桜庭涼太（山下大輝）、篁志季（江口拓也）、奥井翼（斉藤壮馬） | 「名残鬼」                                                                       | テレビアニメ『TSUKIPRO THE ANIMATION2』エンディングテーマ                   |
| 2月10日  | アオペラ -aoppella!?-３                                                                        | FYA'M' | 「Let it snow, Let it snow, Let it snow」                                        | 『アオペラ -aoppella!?-』関連曲                                             |
| 3月25日  | TSUKIPRO THE ANIMATION2 BD・DVD第5巻特典CD                                                     | SOARA | 「ひみつのトレジャー」                                                           | テレビアニメ『TSUKIPRO THE ANIMATION2』エンディングテーマ                   |
| 6月15日  | アオペラ -aoppella!?- 1st ALBUM -A-                                                            | リルハピ、FYA'M' | 「アオペラの「ア」-introduction song-」                                          | 『アオペラ -aoppella!?-』関連曲                                             |
| 6月15日  | アオペラ -aoppella!?- 1st ALBUM -A-                                                            | FYA'M' | 「Follow Me」                                                                    | 『アオペラ -aoppella!?-』関連曲                                             |
| 6月24日  | JULY SICK PARK                                                                                 | DOKONJOFINGER | 「JULY SICK PARK」                                                               | ゲーム『SHOW BY ROCK!! Fes A Live』関連曲                                   |
| 9月16日  | アオペラ -aoppella!?-4                                                                         | FYA'M' | 「Voice, Heart, Body & Soul」                                                    | 『アオペラ -aoppella!?-』関連曲                                             |
| 11月25日 | GUTS GUTS GUTS                                                                                 | DOKONJOFINGER | 「GUTS GUTS GUTS」                                                               | ゲーム『SHOW BY ROCK!! Fes A Live』関連曲                                   |
| 12月14日 | ブルーロック キャラクターソングミニアルバム vol.1                                              | TEAM Z | 「The Last One」                                                                 | テレビアニメ『ブルーロック』関連曲                                          |
| 12月14日 | ブルーロック キャラクターソングミニアルバム vol.1                                              | 潔世一（浦和希）、蜂楽廻（海渡翼）、國神錬介（小野友樹）、千切豹馬（斉藤壮馬） | 「Beyond the Image」                                                             | テレビアニメ『ブルーロック』関連曲                                          |
| 2023年   |                                                                                                | |                                                                                  |                                                                             |
| 4月21日  | アオペラ -aoppella!?-5                                                                         | FYA'M' | 「カラフル」                                                                     | 『アオペラ -aoppella!?-』関連曲                                             |
| 9月27日  | アオペラ -aoppella!?-5.5                                                                       | リルハピ、FYA'M'、VadLip | 「5+6+6=Voice to Voice」                                                         | 『アオペラ -aoppella!?-』関連曲                                             |
| 9月27日  | アオペラ -aoppella!?-5.5                                                                       | FYA'M' | 「5+6+6=Voice to Voice -Do The FYA'M'-」                                         | 『アオペラ -aoppella!?-』関連曲                                             |
| 2024年   |                                                                                                | |                                                                                  |                                                                             |
| 3月27日  | GRANBLUE FANTASY CHARACTER SONGS Best Album Vol.1                                              | グラン（小野友樹）、シエテ（諏訪部順一）、カトル（福山潤）、シス（檜山修之） | 「キミとボクのミライ Another Ver.」                                              | ゲーム『グランブルーファンタジー』関連曲                                    |
| 4月5日   | WILD RIDE                                                                                      | DOKONJOFINGER | 「WILD RIDE」                                                                    | 『SHOW BY ROCK!!』関連曲                                                    |
| 2024年   |                                                                                                | |                                                                                  |                                                                             |
| 6月26日  | Stars' Ensemble!                                                                               | 夢ノ咲ドリームスターズ | 「Stars' Ensemble!」                                                             | ゲーム『あんさんぶるスターズ!!』関連曲                                      |
| 6月26日  | BRAND NEW STARS!!                                                                              | ESオールスターズ | 「BRAND NEW STARS!!」 「Walk with your smile」                                   | ゲーム『あんさんぶるスターズ!!』関連曲                                      |
| 6月26日  | FUSIONIC STARS!!                                                                               | ESオールスターズ | 「FUSIONIC STARS!!」                                                             | ゲーム『あんさんぶるスターズ!!』関連曲                                      |
| 9月25日  | 『かつて魔法少女と悪は敵対していた。』Music Collection                                         | ミラ（小野友樹）、深森白夜（中原麻衣） | 「いつも二人がいいね」                                                           | テレビアニメ『かつて魔法少女と悪は敵対していた。』エンディングテーマ        |

### その他参加楽曲
| 発売日         | 商品名                                                 | 歌                         | 楽曲                   | 備考                                     |
| -------------- | ------------------------------------------------------ | -------------------------- | ---------------------- | ---------------------------------------- |
| 2015年10月28日 | 小野友樹のオノパラ！テーマソング「オノパラダイスキ！」 | オノパラダイスカファミリー | 「オノパラダイスキ！」 | ラジオ番組『小野友樹のオノパラ！』テーマ |
| 2020年5月13日  | STELLA MAGNA -Songs from GRANBLUE FANTASY-             | 小野友樹                   | 「Cloudy World」       | ゲーム『グランブルーファンタジー』関連曲 |

## ライブ

### ワンマンライブ
| 出演日         | タイトル                                    | 会場                     |
| -------------- | ------------------------------------------- | ------------------------ |
| 2017年10月29日 | YUKI ONO 1st Live 〜Final パーティー 2017〜 | TSUTAYA O-EAST（東京都） |